# Корпус военных топографов Российской императорской армии

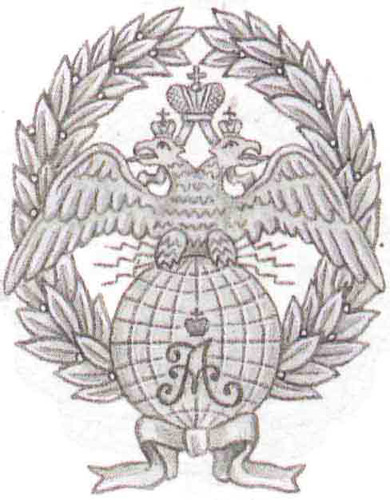
Нагрудный знак юнкеров. Утверждён 18 января 1917 года. Венок из лавровых ветвей, завязанный лентой. На него наложен двуглавый орел под тремя Императорскими коронами, держащий в лапах стрелы, под ним — географический глобус, на котором помещён вензель императора Александра II.

Корпус военных топографов (КВТ) (до 1866 — Корпус топографов) — был организован в 1822 году для централизованного проведения картографических съёмок на территории Российской империи под руководством Военно-топографического депо. Ранее топографическим обеспе́чением Российской императорской армии занимались офицеры Квартирмейстерской части, организованной Петром I 20 февраля 1702 года. После Октябрьской революции 1917 года продолжал существовать как род службы под таким же названием до 1923 года.
В 1923 году преобразован в военно-топографическую службу (ВТС) РККА.

## Предназначение
Корпус военных топографов был создан с целью топографического (топогеодезического) обеспе́́чения вооружённых сил (ВС), заблаговременной подготовки и доведения до штабов и войск топографических и специальных карт, содержащих подробную информацию о местности, проведения государственных картографических съёмок в интересах как вооружённых сил (ВС), так и государства в целом под руководством военно-топографического депо
Главного штаба как единого заказчика картографической продукции в Российской империи. Корпус был образован при непосредственном участии П. М. Волконского, К. И. Оппермана, Ф. Ф. Шуберта и состоял из офицеров-геодезистов, классных топографов, топографов унтер-офицерского звания, классных военных художников, неклассных художников, учеников топографов и художников. Офицеры и чиновники Корпуса выполняли топографические съёмки в целях создания точных карт и планов местности в интересах военных действий, производили съёмки и рекогносцировки по заказам Геологического комитета (в каменноугольных бассейнах и в золотоносных районах), Министерства иностранных дел (при движении посольств за границу
и в местах их расположения), Министерства земледелия (в целях межевания земель), Министерства государственных имуществ (в целях обмера и оценки территорий), Комитета по строительству государственных дорог (для изыскания оптимальных маршрутов) и т. п. Офицерами и специалистами Корпуса выполнялись также и обширные астрономо-геодезические работы по созданию государственной геодезической сети тригонометрических пунктов в качестве основы при топографических съёмках, определения формы и размеров Земли и взаимного расположения на ней местных предметов.

## Основные этапы развития и структура

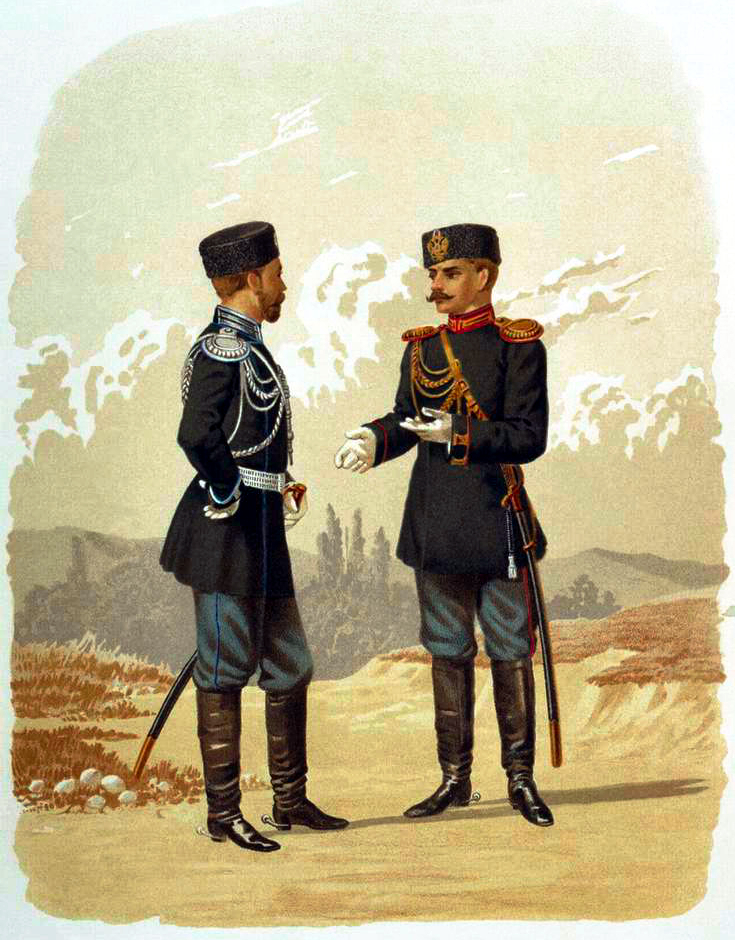
Корпус Военных Топографов и Корпус Фельдегерьский. Обер-Офицеры в парадной форме. 1881 г.

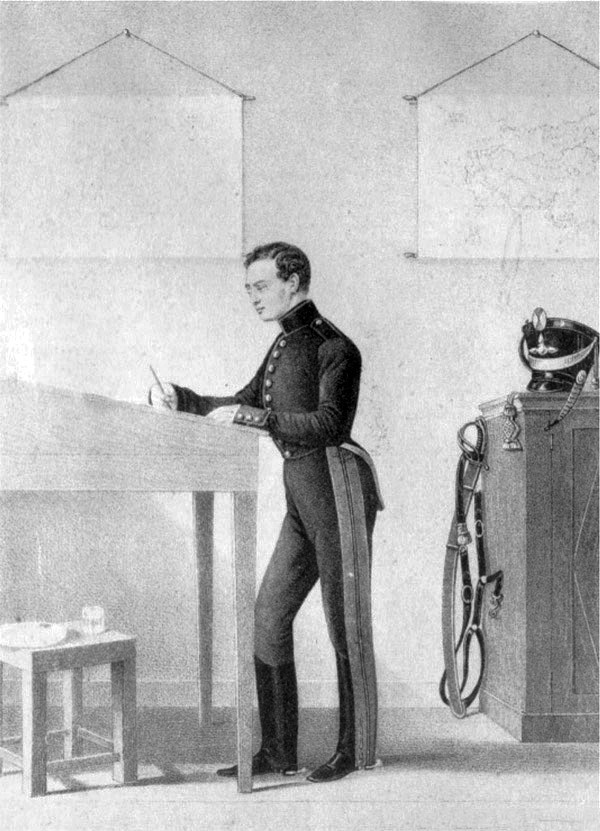
Топограф 1822—1825 годы

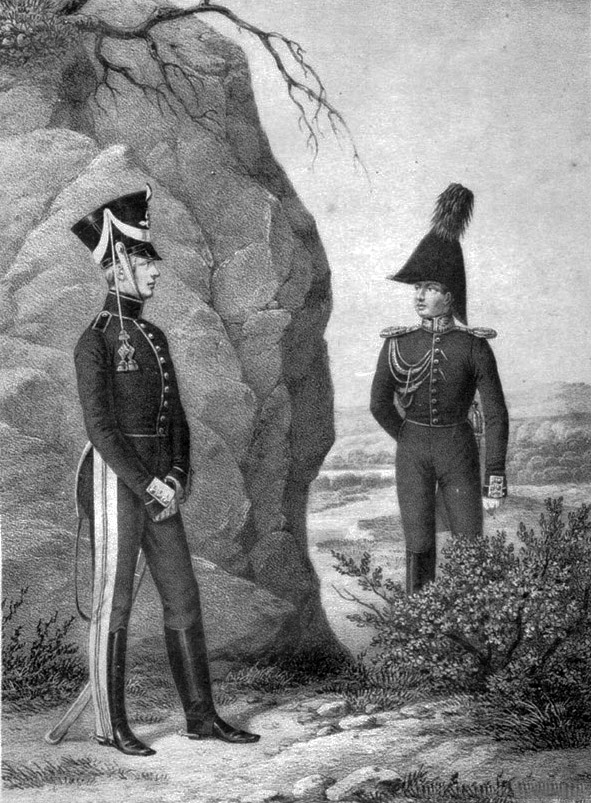
Кадет и обер-офицер топографы в Финляндии. 1817—1819 годы

28 января 1822 года положение о Корпусе топографов было утверждено императором Александром I:

- 1. Корпус Топографов при Главном Штабе… учреждается с тою целью, чтобы успешно могли производиться съёмки государственные во время мирное и обозрение мест в тылу армий в военное…
- 2. В Корпус имеют поступать способнейшие кантонисты военных сиротских отделений, Военно-топографического Депо… и при Армии и корпусах находящихся….
- 3. Штаб и обер-офицеры сего Корпуса… имеют линию производства с офицерами квартирмейстерской части; имеют равное им преимущество ранга состоять в одинаковом с ним положении во всем…
- 5. Нижние чины сего Корпуса, коим именоваться топографами, должны … иметь познания: а) Российскую грамматику и правописание, б) Географию, с) Арифметику, д) Алгебру до первой степени уравнений, д) Геометрию, е) Плоскую тригонометрию, ж) Топографическую съёмку, з) Чистописание и рисование планов.
- 6. Для изучения сим познаниям учреждается при Корпусе Училище….

В первый год существования Корпуса было принято 144 воспитанника. Руководителем был назначен Ф. Ф. Шуберт с подчинением его управляющему Квартирмейстерской части Главного штаба.

В 1832 году штаты Корпуса составляли 70 офицеров и 456 топографов (сведённых в восемь рот, из которых одна, численностью 120 человек, называлась ротой Военно-топографического депо, 60 из них обучались гравированию и литографскому делу, а остальные семь рот (по 48 топографов в каждой) использовались на съёмках в различных районах России). По штатам 1832 года должность директора Корпуса была сокращена, и сам Корпус был передан в непосредственное подчинение генерал-квартирмейстера Главного штаба, который через Военно-топографическое депо (ВТД) как орган единого заказчика всей картографической продукции в империи руководил Корпусом военных топографов. Директором ВТД был назначен Ф. Ф. Шуберт, который с 1834 по 1843 годы одновременно занимал должность генерал-квартирмейстера Главного штаба. В том же году училище при Корпусе топографов было переименовано в школу топографов (старое название было восстановлено в 1863 году). В 1855 году численность Корпуса составляла 951 человек (241 офицер и 710 нижних чинов, из них 600 топографов). Это была самая большая численность личного состава корпуса за время его существования с 1822 по 1918 годы.

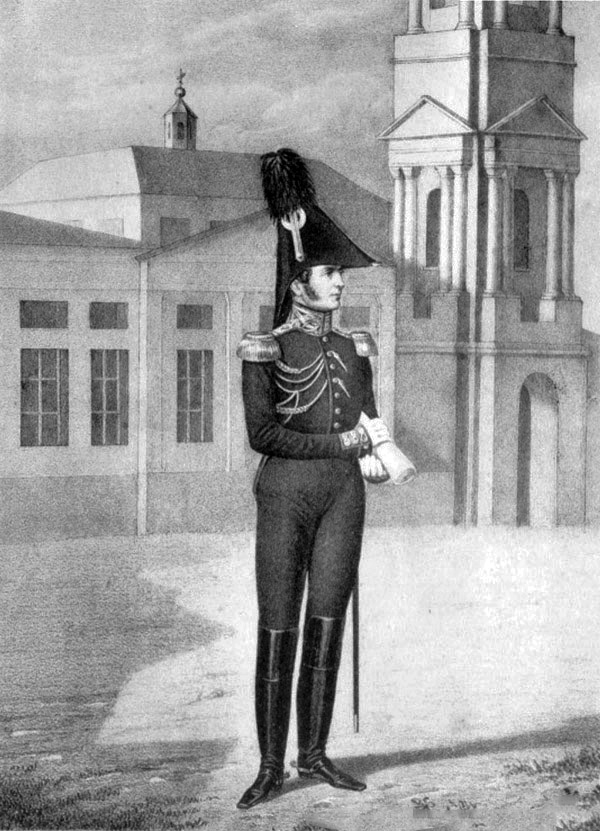
Штаб-офицер. 1822—1825 годы

С 1824 по 1839 годы геодезисты и астрономы (инженеры) готовились также при Дерптском университете под руководством В. Я. Струве; с 1840 года — при Пулковской астрономической обсерватории, а с 1854 года — при Академии Генштаба, в составе которой было Геодезическое отделение. С 1892 года выпускники училища Корпуса могли поступать на Геодезическое отделение Академии Генштаба (пять человек из десяти принимавшихся на отделение).
В корпусе военных топографов (где ранее производство в офицеры осуществлялось по выслуге срока: дворяне и вольноопределяющиеся — четыре года, прочие — 12 лет) с 1866 года унтер-офицерам из дворян требовалось служить два года, из «нерекрутских» сословий — четыре и «рекрутских» — шесть лет и пройти курс в топографическом училище. Офицеры корпуса военных топографов, произведённые из нижних чинов и кантонистов, переводились по выслуге 10 лет по их желанию в другие воинские формирования. С 1858 года офицерам был разрешён бессрочный отпуск. Дворяне и вольноопределяющиеся, которые служили в корпусе топографов, в случае неудачного экзамена на офицера производились на вакансии уже по представлению нового начальства. В 1866 году Корпус топографов был преобразован в Корпус военных топографов, который возглавил начальник Военно-топографического отдела Главного штаба (практика совмещения должностей начальника топографической службы вооружённых сил и военно-топографического управления Генштаба сохранена и поныне). Общая численность личного состава составляла 643 человека, в том числе шесть генералов, 33 штаб-офицера, 156 обер-офицеров, 170 классных топографов, 236 топографов унтер-офицерского звания и 42 ученика.
В 1877 году было утверждено новое положение о Корпусе и Военно-топографическом училище. Численность личного состава сократилась до 515 человек, из них шесть генералов, 26 штаб-офицеров, 367 обер-офицеров и классных топографов.
В 1890 году получило силу закона «Положение о полевом управлении войск в мирное время», переработанное на основании опыта русско-турецкой войны 1877—1878 годов. В нём был определён штат, согласно которому в штабе армии полагалось иметь пять штаб-офицеров Корпуса военных топографов, в штабных корпусах — по два обер-офицера и одному младшему топографу. Согласно Положению, управление генерал-квартирмейстера армии состояло из четырёх отделений: операционного, отчётного, разведывательного и топографического. В 1910 году Главному управлению Генерального штаба подчинялись пять полевых частей Корпуса военных топографов и Военно-топографическое училище.

«…Для проведения топографической съёмки в масштабе одна верста в дюйме одному офицеру придаётся 9 нижних чинов (реечников). Для проведения триангуляций, одному офицеру придаётся 20 нижних чинов…».— Топографические роты // Русский инвалид : газета. — СПб.: Генштаб, 1911. — № 204.
 В конце 1915 года офицеры Корпуса стали применять аэросъёмки в целях топографической разведки, а в начале 1917 года были образованы фотометрические (с марта 1917 — фотограмметрические) части, что явилось крупным шагом в деле совершенствования организации разведки и топографического обеспе́чения боевых действий войск.

 ГОСУДАРЬ ИМПЕРАТОРЪ, ВЪ 22 день Марта 1913 года, Высочайше повелѣть соизволилъ:

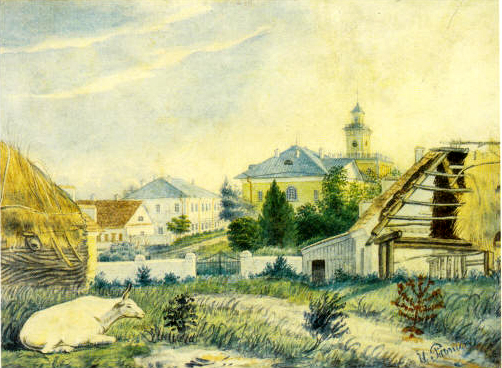
Илья Репин. Акварель «Вид на школу топографов в Чугуеве». Государственная Третьяковская галерея

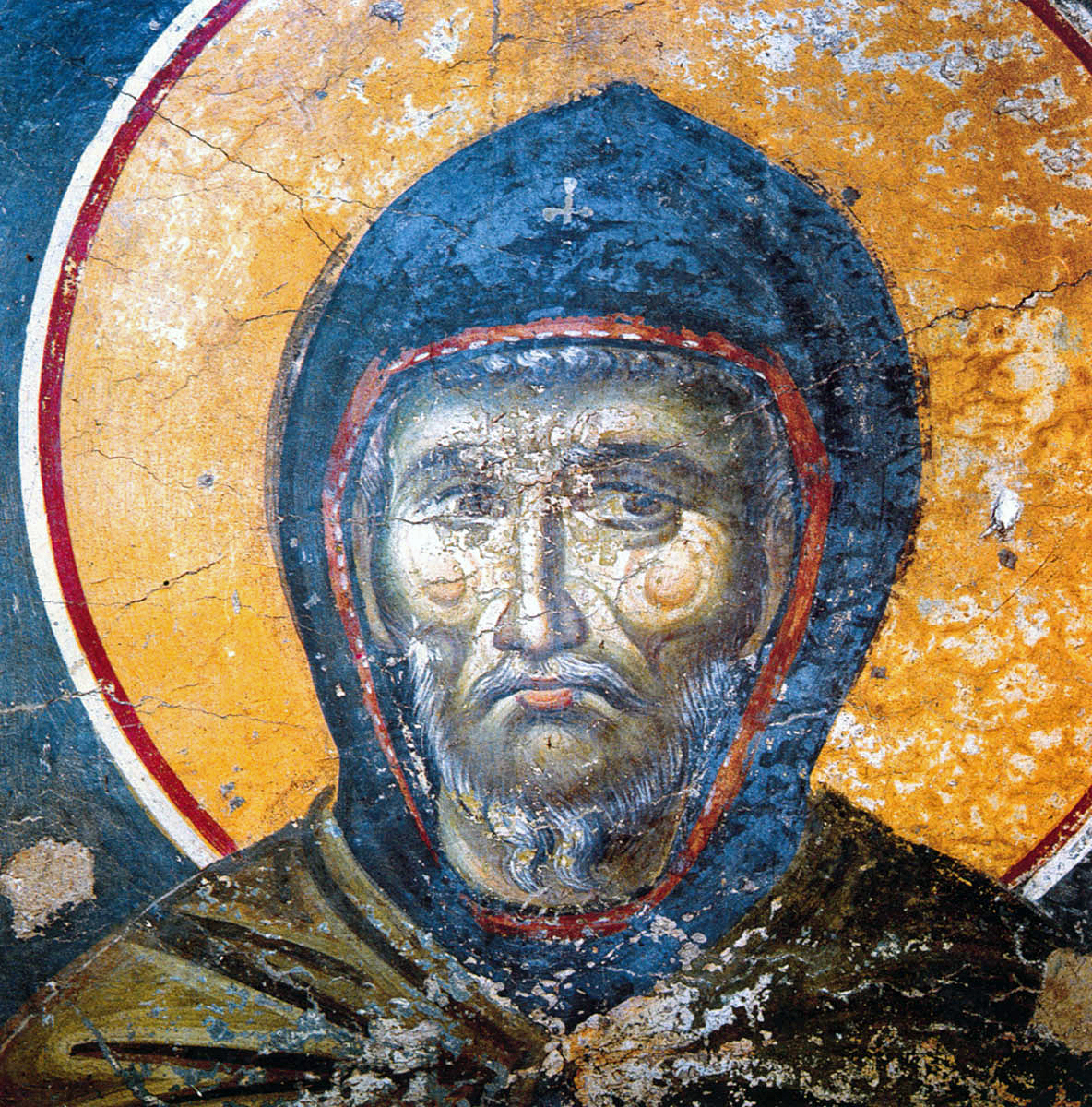
Преподобный Ефрем Сирин

Установить годовые праздники: а) для корпуса военныхъ топографовъ и военно-топографическаго отдела Главнаго Управленія Генерального Штаба—28 Января, во имя ПРЕПОДОБНАГО ЕФРЕМА Сирина, и б) для военно-топографическаго училища—8 Ноября, во имя Свч. АРХИСТРАТИГА МИХАИЛА.
— ПСЗРИ, Собрание третье, том XXXIII, 1913 г. С.311, статья 59017. Петроград, 1916 г.
Приказом по военному ведомству № 140, опубликованного 27 марта 1913 г. до сведения армии доводилась дата установленного годового праздника для КВТ и военно-топографического отдела ГУ ГШ — 10 февраля в честь преподобного Ефрема Сирина.
В штате Корпуса находились также и гражданские чиновники — классные военные топографы, имевшие гражданские чины в соответствии с Табелью о рангах Российской империи. Единственное на данное время современное справочное издание
приводит их биографические данные, а также данные на 715 офицеров Корпуса военных топографов Российской императорской армии из немногим более тысячи, служивших в нём за всё время его существования. Издание XIX века содержит три списка персоналий: «Список № 1. Генералов, Штаб- и Обер-офицеров Корпуса Военных Топографов, поступивших в этот Корпус со времени учреждения онаго 28 Января 1822 г. по 28 Января 1872 года» — на 577 персоналий; «Список № 2. Обер-офицеров Армейской пехоты и других частей войск, состоявших прикомандированными к Корпусу Военных Топографов, по 28 Января 1872 года» — на 320 персоналий; «Список № 3. Классных Топографов Корпуса Военных Топографов, со времени учреждения этих чинов по 28 Января 1872 года» — на 151 персоналию.

## Форма одежды (1867 год)
ОПИСАНИЕ ФОРМЫ ОБМУНДИРОВАНИЯ И ВООРУЖЕНИЯ, ПРИСВОЕННОЙ ЧИНАМ КОРПУСА ВОЕННЫХ ТОПОГРАФОВ
- 1. Геодезистам (Генералам, шт.- и об.-офицерам)

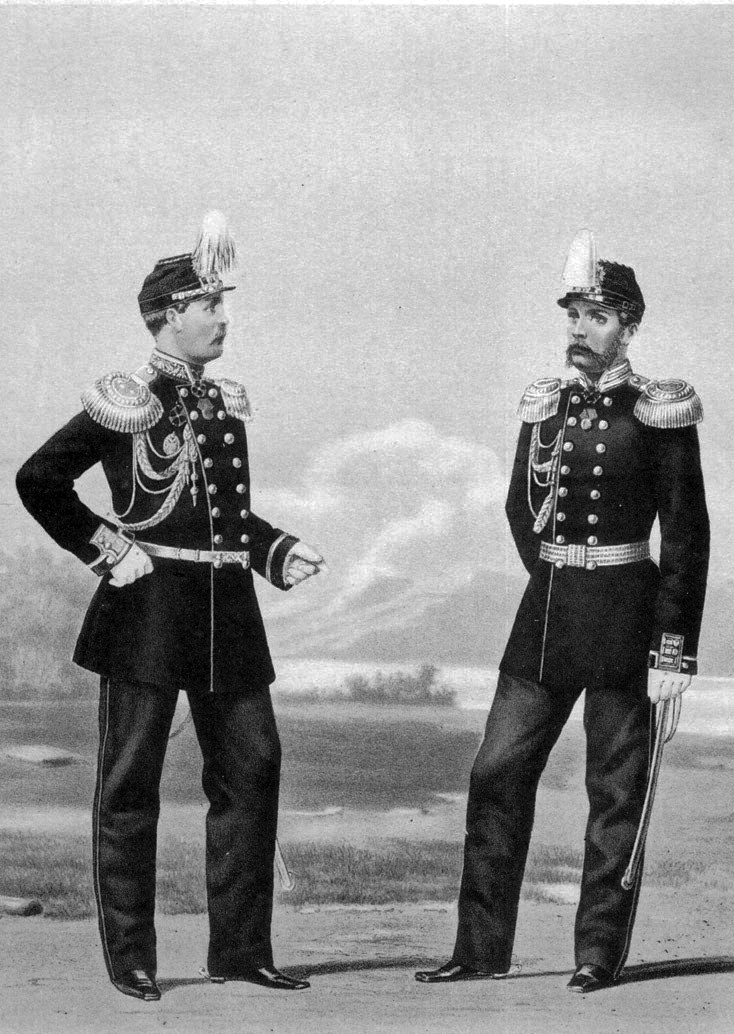
Геодезист генеральского звания

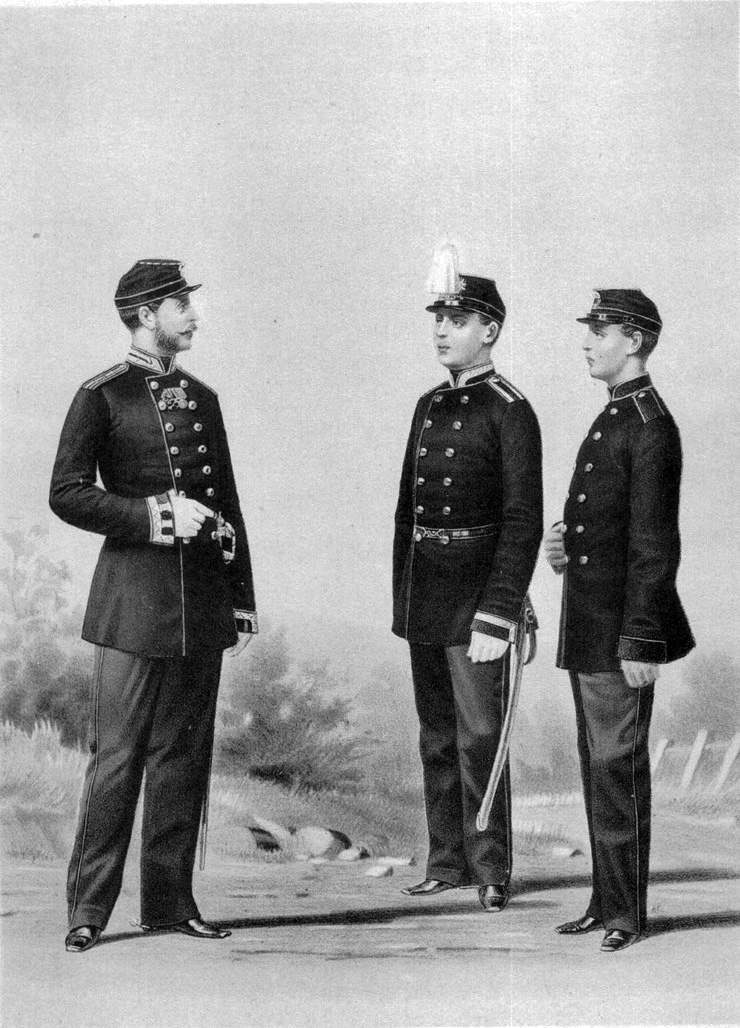
Топографы унтер-офицерского звания

Шапка — из чёрного сукна; околыш чёрный бархатный с светлосиними выпушками; герб и прибор серебряные;… выпушка по верхнему кругу у генералов и шт.-офицеров из серебряного шнура, а у об.-офицеров светлосиняя. Мундир — темнозелёный, двубортный, застегивается на 8 пуговиц; воротник скошенный, чёрный бархатный; обшлага чёрные бархатные; клапаны на обшлагах вырезные из светлосинего сукна. На воротнике и обшлагах с клапанами серебряное шитье с бортом, присвоенное мундиру офицеров Генерального штаба. Подбой воротника светлосиний….
Эполеты — пехотные, из серебряной канители по чинам; подбой светлосиний. Аксельбант — серебряный.
Сюртук — существующего образца, воротник чёрный бархатный; выпушки вокруг воротника, по верху обшлагов и на карманных клапанах — светлосиние; подкладка под воротником светлосиняя, а под сюртуком чёрная. Плечевые погоны и пуговицы, как на мундире. Шаровары — серосиние, со светлосиними выпушками….Сабля — драгунская, на поясной портупее из серебряного галуна, подшитого чёрным сафьяном. Башлык, шарф, перчатки, китель, летние шаровары, сапоги со шпорами, мундштук и седло общие всем регулярным войскам. Вальтрап по образцу, установленному для офицеров Генерального штаба, но выпушки по краям лампаса светлосиние….
- 4. Топографам унт.-офицерского звания.

Форма обмундирования, им теперь присвоенная, со следующими изменениями: погоны без высечек, обшлага прямые, шинель из солдатского серого сукна, сабля драгунская в железных ножнах на поясной портупее из чёрной юфти, как у лёгкой кавалерии; кушака не полагается, и, сверх того, у топографов, находящихся в Военно-топографическом училище, плечевые погоны обшиваются узким серебряным галуном, как у юнкеров. При походной форме топографы имеют сумку по особому образцу и револьвер на шнуре из светлосинего гаруса с унт.-офицерскими ромбами, в чушке артиллерийского образца, которая надевается на поясной ремень портупеи с правой стороны….
— Историческое описание перемен в одежде и вооружении российских войск. — Ленинград, 1946. — Т. 31. — С. 73—96. — 193 с. Архивировано 14 июня 2013 года.

## Деятельность Корпуса военных топографов в мирное время
Создание непрерывного картографического изображения крупного масштаба на геодезической основе на всю территорию Российской империи — такова была одна из основных задач, стоявшая перед чиновниками Корпуса военных топографов.

ГБВИМЗ. Условные знаки 1822 года

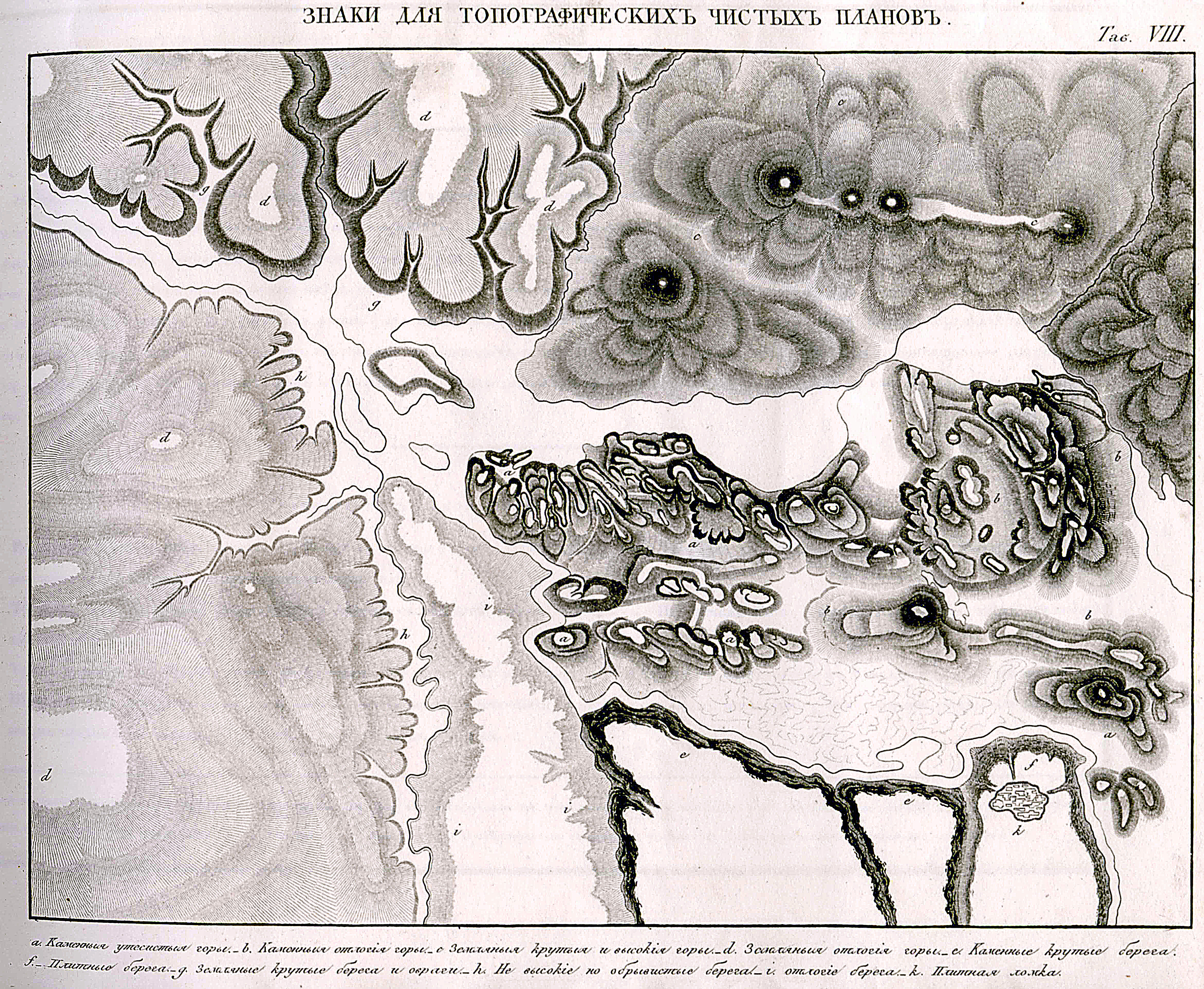
Образец чистых планов

До 1832 года были закончены тригонометрические, а на их основе и топографические съёмки в Виленской, Петербургской и частично в Киевской губерниях. С 1832 по 1844 годы они развернулись в Гродненской, Псковской, Подольской, Волынской и Московской губерниях и, по окончании работ в западных приграничных губерниях, топографические съёмки продвинулись на восток страны.

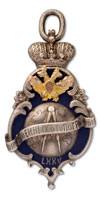
Жетон в память 75-летия Корпуса военных топографов. Российская империя. 1897 год. Неизвестная мастерская. Без клейм. Серебро, золото, эмаль, 15,58 г. Размеры 40,8x23 мм

Для выполнения астрономо-геодезических работ и тригонометрических съёмок были организованы специальные части Корпуса топографов, так называемые триангуляции: Волынская и Подольская, Киевская, Бессарабская, Царства Польского, Могилёвская, Смоленская, Московская, Орловская, Тульская, Нижегородская, Костромская, Казанская и др. Руководителями астрономо-геодезических работ (начальниками триангуляций) были: К. И. Теннер, Ф. Ф. Шуберт, П. А. Тучков, И. И. Стебницкий и другие.
Триангуляции (то есть части Корпуса топографов) измеряли базисы, определяли астрономические и геодезические пункты I, II и III классов, прокладывали нивелирные ходы, закладывали нивелирные марки, а также выполняли иные виды работ для нужд государственных топографических съёмок и создания карт на геодезической основе.

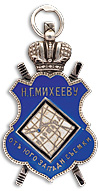
Жетон КВТ подпоручику Михееву Н. Г. за участие в съёмке Юго-западного пограничного пространства

С 1845 года топографические съёмки на территории Европейской России стали производиться в едином масштабе — одна верста (то есть 500 саженей) в дюйме, или 1:42 000 в современном масштабе (то есть в 1 см — 420 м). 

Тогда же в топографических съёмках было введено обязательное измерение вертикальных углов. Но по-настоящему это стало осуществляться только с 1868 года, когда появился новый инструмент — кипрегель (с дальномером)— Геодезия в России в XIX в. Департамент инженерной геодезии. Дата обращения: 23 мая 2013. Архивировано 26 мая 2013 года.
.
Его применение позволило произвести рекогносцировку и исправление съёмочных оригиналов, полученных в результате топографических съёмок 1819—1866 годов с применением алидады, которые были необходимы для составления трёхвёрстной карты. К 1880 году в части КВТ поступило уже 292 прибора. С 1845 по 1867 годы топографическими съёмками на геодезической основе была покрыта территория 20 из 69 губерний. Площадь съёмок составила 1 027 001 кв. вёрст.
К числу значительных работ Корпуса военных топографов, имевших мировое значение, относятся градусные измерения: Русско-Скандинавской дуги меридиана — от Измаила через Луцк, Барановичи, Тарту, Торнио до Фугленеса (на побережье Северного Ледовитого океана) протяжённостью 20°20΄ по широте; дуг параллели 52° с. ш. — от бывшей русско-германской границы (севернее Калиша) до Орска (на Урале) протяжённостью 39°24΄ по долготе; дуг параллели 47°20΄ — от Ясс до Астрахани протяжённостью 20°. Инструментально снимались дороги, реки, границы губернии.
В 1852—1854 годах русские триангуляции были связаны с триангуляциями Восточной Пруссии и Австрии (руководитель К. И. Теннер), а в 1910—1912 годах была установлена связь через Памир между русской и индийской триангуляциями (подполковник М. И. Чейкин).
На основе съёмок чиновников Корпуса военных топографов были изданы многие картографические произведения, среди которых, из военно-политических карт, можно назвать 152-листовую «десятивёрстку» (1:420 000) Стрельбицкого, получившую название по имени автора, которая основана на более чем 20 000 астрономических и геодезических пунктах, с полной гидрографией и населёнными пунктами, лесами, песками, болотами, рельефом, то есть полной картографической семантикой. Производство крупномасштабной топографической съёмки обходилось государству достаточно дорого: например, стоимость инструментальной съёмки (а таковая проводилась в крепостях, отдельных городах и небольших территориях) одной квадратной версты в масштабе 250 саженей в дюйме обходилась государству в 1 рубль 60 копеек серебром.
В 1866 году была произведена существенная реорганизация военно-топографической службы русской армии. В составе Главного штаба был учреждён Военно-топографический отдел (центральный орган службы), а при нём — картографическое заведение. Военно-топографическое депо как производственное предприятие было ликвидировано. В некоторых округах были учреждены военно-топографические отделы: Оренбургском, Западно-Сибирском, Восточно-Сибирском (1866) и Туркестанском (1868). В остальных военных округах (Петербургском, Финляндском, Московском, Киевском, Одесском, Харьковском, Казанском, Виленском и Варшавском) полагалось иметь по два — четыре обер-офицера и классных топографа, состоявших в Корпусе топографов.
По мере распространения телеграфной сети, в России начал входить в употребление способ определения географических долгот, основанный на времени передачи по телеграфу между определяемыми пунктами. Этот способ впервые применил в России в 1860 году полковник Форш — новатор и автор целого ряда изобретений в геодезии. В 1872 году капитан М. А. Савицкий вместе с геодезистами Картаци, Бонедорфом и Кульбергом определил разность долгот между Пулковом и Москвой. В 1875 году по ходатайству начальника австрийских градусных измерений профессора Опольцера была осуществлена астрономическая связь австрийских триангуляций с русскими. С этой целью по телеграфу были определены разности долгот от Пулкова до Вены, от Вены до Варшавы и от Варшавы до Пулкова. Первые две разности долгот были определены капитаном М. А. Савицким.
К 1873 году по материалам последних съёмок и рекогносцировок было составлено и отгравировано 775 номенклатурных листов карты масштаба три версты в дюйме (1:126 000). В те же годы офицеры КВТ проводили нивелировку и съёмку по линиям активно строящихся железных дорог. С 1870 года в Европейской России съёмки были переведены в полувёрстный (то есть 250 саженей в одном английском дюйме) масштаб (1:21 000), а рельеф стали изображать горизонталями. Подробные съёмки западного пограничного пространства к западу от меридиана Петроград — Киев — Одесса, (проводившиеся до 1917 года) вошли в издание двухвёрстной (1:84 000) карты западного пограничного пространства с горизонталями 2—4 сажени. По результатам съёмок офицеров КВТ военно-топографическими отделами российской императорской армии издавались карты различного назначения, в том числе и военно-политические карты:
Кавказский военно-топографический отдел:
- пятивёрстная карта Кавказа (все населённые пункты, число дворов, пути сообщения, гидрография, леса, рельеф — горизонталями);
- десятивёрстная карта Кавказа в продолжение к специальной карте Европейской России;
- двадцативёрстная карта Кавказа и Малой Азии;
- сорокавёрстная (1:1 680 000) карта Кавказа (шесть красок, рельеф показан тушёвкой), Малой Азии, Персии.

Туркестанский военно-топографический отдел:
- пятивёрстная (1:210 000) карта Закаспийской области;
- десятивёрстная (1:420 000) карта Туркестанского округа;
- двадцативёрстная (1:840 000) карта Закаспийской области;
- двенадцативёрстные секретные карты Афганистана и Северной Индии.

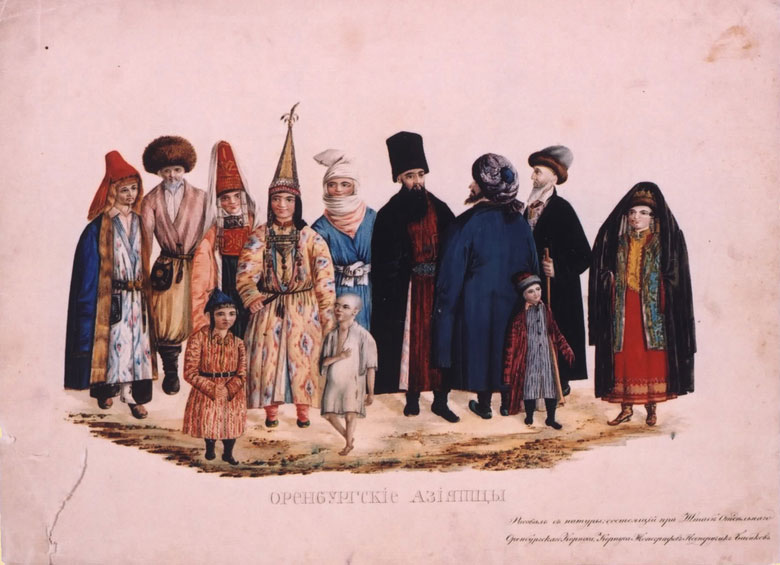
Литография «Оренбургские азиатцы» по рисунку с натуры подпоручика корпуса военных топографов Бибикова. 1845 г. РГВИА. Ф. 414. Оп. 1. Д. 437

Омский военно-топографический отдел:
- десятивёрстная карта Омского военного округа;
- сорокавёрстная карта Западной Сибири и Монголии.

Приамурский военно-топографический отдел:
- десятивёрстная карта восточной части Азиатской России;
- двухвёрстная (1:84 000) карта Приамурского края[23].

Характеризовать многогранную деятельность чиновников Корпуса топографов, их роль в картографировании земной поверхности, а равно и роль РГО в государственной системе Российской империи, могут слова председателя Распорядительного комитета Русского географического общества академика П. П. Семёнова-Тяньшанского, обращённые к генерал-губернатору Западной Сибири Н. Г. Казнакову с выражением благодарности за помощь Омскому отделу общества

Спешу принести вашему высокопревосходительству выражение живейшей признательности Географического общества за благосклонное доставление Совету сведений о деятельности корпуса военных топографов штабс-капитана Орлова, командированного благодаря просвещённому вниманию Вашего высокопревосходительства к участию в экспедиции члена сотрудника императорского Русского Географического общества Г. Н. Потанина, о Вашем содействии первой экспедиции члена — сотрудника Потанина и Рафаилова, экспедиции Аминова в Северо-Западную Монголию…. Ваше постоянное просвещённое участие к научным интересам Географического общества уже много раз давало возможность присоединить к снаряжаемым обществом экспедициям чинов корпуса топографов и таким образом обогатить экспедиции материалами для картографии исследуемого пространства. Географическое общество с признательностью вспоминает при этом об экспедиции М. В. Певцова, о Вашем содействии первой экспедиции члена — сотрудника Потанина и Рафаилова, экспедиции Аминова о водоразделе Оби и Енисея, о Вашем покровительстве экспедиции Пржевальского и других.— История Омска и омской области
Каждый военно-топографический отдел военных округов России направлял усилия офицеров КВТ на топографическое обеспечение не только войск, но и государства в целом, заключавшееся в географических исследованиях военных топографов. Например:

Значительный вклад в развитие географических исследований в Сибири внесла деятельность военно-топографического отдела (ВТО) штаба Омского военного округа. Отделом был проделан огромный объём геодезических, астрономических, топографических и картографических работ. Для того, чтобы в этом убедиться, достаточно взглянуть на ежегодные отчёты ВТО округа, опубликованные в «Записках Военно-топографического отдела», издаваемых Главным штабом (с 1905 года — Главным управлением Генерального штаба). Среди имен сотрудников Омского ВТО такие известные русской географической науке имена, как С. Т. Мирошниченко, И. И. Щеголев, П. А. Рафаилов, З. Л. Матусовский и Р. М. Закржевский.
Замечательный вклад в изучение Киргизской степи, Семиречья и Алтая внесли И. Г. Андреев, Ч. Ч. Валиханов, И. Ф. Бабков, А. Ф. Голубев, Г. Е. Катанаев, Г. А. Колпаковский, В. А. Полторацкий и А. П. Проценко. Среди исследователей Восточного Туркестана и Китая отметим Ч. Ч. Валиханова, Л, Г. Корнилова, М. В. Певцова, З. Л. Матусовского, Ю. А. Сосновского, П. Я. Пясецкого, П. Я. Рейнталя и др.
По личной инициативе И. Ф. Бабкова в 1867 году у границ с Китаем был создан Зайсанский пост, которому суждено было сыграть исключительно важную роль в деле организации географического изучения глубинных районов Центральной Азии. Через Зайсанский пост уходили в Китай, Монголию и Тибет многие русские и иностранные экспедиции, и этот маленький гарнизон Русской армии в мировой географической литературе XIX века был известен более чем, к примеру, Урумчи — тогда центр Синьцзянской провинции, сейчас — административный центр Синьцзян-Уйгурского автономного района Китая.— Басханов М. К. «Русские военные востоковеды»

## Деятельность Корпуса военных топографов на фронтах
Русско-турецкая война (1828—1829) — «для обозрения мест в тылу армии» были сформированы две полуроты по восемь офицеров и 24 топографа и астрономическая группа. Одна полурота следовала непосредственно за армией и производила съёмку маршрутов, крепостей, позиций, другая занималась съёмкой местности в тылу армии. Астрономическая группа определяла астрономические пункты, на основе которых в 1828 и 1829 годах полуротами в Молдове и Валахии и топографами других частей в Болгарии была выполнена съёмка в масштабе две версты в дюйме на площади 55 квадратных вёрст. Размножение маршрутных карт и планов крепостей, а также печатание отдельных листов карт по съёмочным оригиналам производились литографией при канцелярии генерал-квартирмейстера Главного штаба. Работы, выполненные на фронте, были первым опытом топогеодезического обеспе́чения боевых действий войск русской армии.
Крымская война (1853—1856) — под руководством полковника И. И. Ходзько был сформирован топографический отряд, который занимался съёмкой маршрутов, планов сражений, лагерных мест, а также территории Турции на площади 9669 кв. вёрст — инструментально, 3765 кв. вёрст — полуинструментально и 1885 кв. вёрст — глазомерным способом. После окончания войны окружным военно-топографическим отделом производились (1857 год) топосъёмки на геодезической основе территории Кавказского края в масштабе две версты в дюйме, а в отдельных районах — в масштабе полверсты в дюйме.
Русско-турецкая война (1877—1878) — к началу войны на всю территорию ТВД, кроме обзорно-географических карт масштабов 20 и 40 вёрст в дюйме, имелась топографическая карта масштаба 10 вёрст в дюйме. Пятивёрстка имелась только на часть Кавказа и Турции, а двухвёрстка — на часть Кавказа, приграничную часть Турции и районы Балкан. В конце 1876 года при полевом штабе армии на Балканском ТВД был сформирован топографический отдел численностью 17 человек, а в 1878 году в нём состояло уже 102 офицера и топографа. Во время этой войны артиллерийские офицеры Реутов и Семёнов, используя топографическую карту, впервые определили расстояние до цели, чем было положено начало топографическому обеспе́чению артиллерии. Опыт топогеодезического обеспе́чения войск в годы русско-турецкой войны показал необходимость заблаговременно готовить топографические карты на территории вероятных ТВД до начала боевых действий; во время войны в составе фронта, среди его передовых частей необходимы топографические части, имеющие специалистов (топографов, геодезистов и картографов) и картоиздательские средства. Но перестройка топогеодезического обеспечения боевых действий войск не произошла, что и сказалось в ходе русско-японской войны.
Русско-японская война (1904—1905) — запасов карт в Манчжурской армии, как и в соседних округах, не было. К началу боевых действий топографическая служба Манчжурской армии была представлена всего лишь топографическим отделением в составе офицера Главного штаба и пяти офицеров-топографов. Только на седьмой месяц войны, то есть в августе 1904 года, одиннадцатью топографами были начаты съёмки в районе Мукдена. К апрелю 1906 года были сформированы три маньчжурские съёмки силами 302-х офицеров и топографов под началом трёх генералов. Таким образом, время было упущено, и даже такие силы не смогли улучшить топогеодезическое обеспе́чение Маньчжурской армии. Фактически, топогеодезическое обеспе́чение боевых действий было неудовлетворительным: отсутствовали карты двухвёрстного масштаба, снабжение имеющимися картами из Петербурга было затруднительным.
Первая мировая война (1914—1918) — опыт предыдущей войны показал необходимость иметь запас карт на собственную территорию и возможные ТВД. Акцент в эти годы был сделан на увеличение численности личного состава картографического заведения за счёт частей Корпуса военных топографов; в результате, с 1906 по 1914 год было отпечатано 33 миллиона карт разных масштабов. К началу войны на складах имелись:
- полувёрстки и верстовки западного пограничного пространства;
- трёхвёрстки Европейской России (однокрасочная с изображением рельефа штрихами);
- десятивёрстка Европейской России;
- двадцативёрстка Европейской России, военно-дорожная;
- сорокаверстка Средней России, стратегическая[34].

Были созданы некоторые запасы топографических карт в пяти западных округах, но потребности в крупномасштабных картах, необходимых пехоте и артиллерии, удовлетворены не были. К маю 1917 года штатная численность Корпуса военных топографов была увеличена до 732 человек

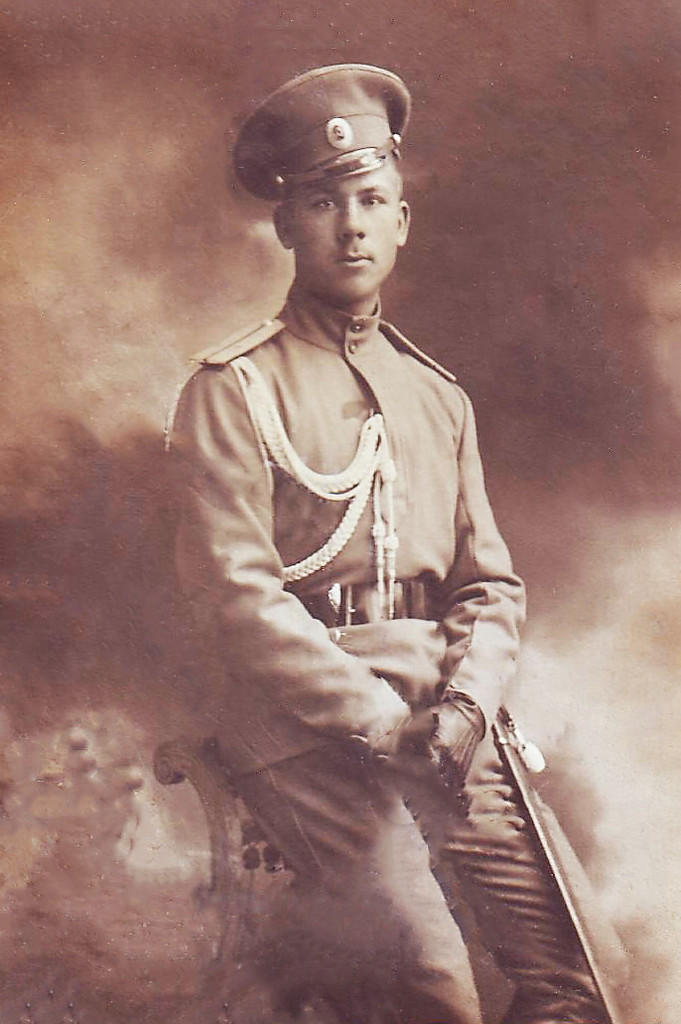
Подпоручик Корпуса военных топографов Котлинский, возглавивший «атаку мертвецов» в крепости Осовец в 1915 г.

Для печати карт были привлечены некоторые частные типографии и издательства Петрограда (ими отпечатано 58,3 млн экземпляров карт различных масштабов), а картографические заведения Корпуса до января 1918 года отпечатали 46 млн экземпляров. Общее количество карт различных масштабов, отпечатанных во время войны, вместе с довоенными запасами составило 139,6 млн экземпляров. Для сравнения, другие государства отпечатали: Германия — 275, Австро-Венгрия — 65, Великобритания — 32, Италия и Франция — по 20 млн экземпляров карт.
На фронтах Первой мировой войны нашлось место подвигам, совершённым офицерами Корпуса. Наиболее известен подвиг подпоручика Котлинского, возглавившего, как называют на Западе «атаку мертвецов» в 1915 году при обороне крепости Осовец. При газовой атаке немцев погибло много окрестных крестьян. В ночь на 9 августа 1915 г., оставшиеся в живых защитники организованно отошли от крепости, взорвав оставшиеся целыми орудия от немецких бомбардировок в течение 190 дней. Термин «атака мертвецов» придуман немцами, как оправдание безуспешности длительной осады.

## Военно-топографические отделы штабов военных округов[37]
С 1866 года, как указывалось выше, должность начальника военно-топографического депо (военно-топографического отдела ГУ ГШ) Генерального штаба была совмещена с должностью начальника КВТ. Начальники военно-топографических отделов (ВТО) при штабах военных округов руководили офицерами КВТ, производившими съёмки местности в составе воинских формирований (полевых топографических отрядов), именовавшихся согласно виду проводимых работ и названию местности, где этот отряд производил съёмки. Например, «1-й топографический отряд», подчинявшийся ВТО ГУ ГШ, в разные годы имел следующие наименования:
- «Астрономо-геодезические работы в Финляндии», начальники — полковники Э. И. Форш (1860—1863), Ф. А. Андерсин (1863—1868) и А. Г. Ернефельт (с 08.02.1868);
- «Топографическая съёмка Финляндии и Санкт-Петербургской губернии» (1888—1900);
- «Топографическая съёмка Санкт-Петербургской губернии и Финляндии» (1900—1911);
- «Военно-топографическая съёмка Санкт-Петербургской губернии и Финляндии» (1911—1914);
- «Военно-топографическая съёмка Петроградской губернии и Финляндии» (1914—1918)[38].

| Наименование военного округа, время существования, место дислокации штаба округа | Даты: формирование ВТО, утверждение штата ВТО | Начальник топографического отдела штаба военного округа (воинское звание, Ф. И. О., даты пребывания в должности) |                                                        |                        | |
| -------------------------------------------------------------------------------- | --------------------------------------------- | --- | ------------------------------------------------------ | ---------------------- | --- |
| Наименование военного округа, время существования, место дислокации штаба округа | Даты: формирование ВТО, утверждение штата ВТО | Начальник топографического отдела штаба военного округа (воинское звание, Ф. И. О., даты пребывания в должности) | Восточно-Сибирский, 06.08.1865-20.05.1884, г. Иркутск. | 24.12.1866, 28.10.1867 | подполковник Н. А. Емельянов (1872—1878); полковник П. Д. Егоров (1872—1878); полковник Л. А. Большев (1878- 3.08.1880); капитан В. А. Ясенский (ВрИД 08.1880— 07.01.1881); генерал-майор В. М. Шульгин (02.01.1881-24.01.1885) |
| Западно-Сибирский, 06.08.1865-25.05.1882, г. Омск                                | 24.12.1866, 28.10.1867                        | генерал-майор А. С. Кроиерус, нач. штаба округа (1867—1868); полковник В. В. Маслов (1868—1878); подполковник С. Т. Мирошниченко (ВрИ01878-1879; полковник А. Т. Некрасов (1879-25.05.1882). |                                                        |                        | |
| Иркутский 1-го формирования, 20.05.1884-12.06.1899, г. Иркутск                   | 20.05.1884, 1885. Топографическая часть штаба | полковник Н. П. Кириченко (1885—1895); полковник С. Я. Баранов (19.02.1896-09.12.1897); полковник Н. М. Козловский (09.12.1897-29.06.1899) |                                                        |                        | |
| Иркутский 2-го формирования, 17.03.1906-1918, г. Иркутск                         | 20.08.1906, 1907                              | полковник Д. И. Репьев (04.11.1906-12.02.1910); генерал-майор М. П. Осипов.(12.02.1910-03.03.1913); полковник Н. П. Корзун (25.03.1913-1918) |                                                        |                        | |
| Кавказский, 06.08.1865-1918, г. Тифлис                                           | 06.08.1965, 06.08.1865                        | генерал-лейтенант И. И. Ходзько (22.05.1854-1867); генерал-майор И. И. Стебницкий (01.06.1867-28.11.1885); генерал-майор Е. А. Жданов (23.04.1886-18.11.1892); генерал-лейтенант П. П. Кульберг (04.12.1892-09.02.1909); генерал-лейтенант Н. О. Щеткин (09.03.1909-01.06.1918)                                 |                                                        |                        | |
| Омский 1-го формирования, 25.05.1882- 12.06.1899, г. Омск                        | 25.02.1882, 25.02.1882                        | полковник А. Т. Некрасов (25.02.1882- 15.05.1883); генерал-майор С. Т. Мирошниченко (17.07.1883-1899) |                                                        |                        | |
| Омский 2-го формирования, 17.03.1906-1918, г. Омск                               | 17.03.1906, 17.03.1906                        | полковник Д. И. Репьев (ВрИО 17.03-04.11.1906); генерал-лейтенант Ю. А. Шмидт (01.12.1906-03.12.1908); генерал-майор Н. Д. Павлов (18.12.1908-1918) |                                                        |                        | |
| Оренбургский, 06.08.1865-12.07.1881, г. Оренбург                                 | 24.12.1866, 28.10.1867                        | полковник Н. Г. Залесов, пом. нач. штаба округа (1867—1868); полковник А. А. Тилло (31.03.1868-21.01.1871); полковник М. Н. Лебедев (09.03.1871-1877); полковник А. Р. Бонсдорф (1877—1881) |                                                        |                        | |
| Приамурский, 20.05.1884- 1918, г. Хабаровск                                      | 20.05.1884, 01.1885                           | генерал-майор В. М. Шульгин (24.01.1885-16.04.1887); генерал-майор П. И. Гладышев (16.04.1887-11.03.1900); генерал-майор М. П. Поляновский (11.03.1900-1904); генерал-майор С. С. Козловский(14.02.1904-23.09.1911); генерал-майор А. Д. Давыдов (28.01.1912-06.1917); полковник А. А. Мамацев (ВрИО 1917—1918) |                                                        |                        | |
| Сибирский, 12.06.1899-17.03.1906, г. Омск                                        | 12.06.1899, 12.06.1899                        | генерал-майор Ю. А. Шмидт (08.06.1899-16.05.1905); полковник Д. И. Репьев (ВрИО 1905-17.03.1906) |                                                        |                        | |
| Туркестанский, 13.07.1867-1918, г. Ташкент                                       | 28.10.1867, 1868                              | генерал-лейтенант С. И. Жилинский (10.03.1868-1900); генерал-майор Д. Д. Гедеонов (21.09.1900-11.09.1908); полковник М. П. Осипов (27.10.1908-12.02.1910); генерал-майор Д. И. Репьев (12.02.1910-1918) |                                                        |                        | |

## Список офицеров и иных лиц, оказавших существенное влияние на становление и развитие Корпуса военных топографов

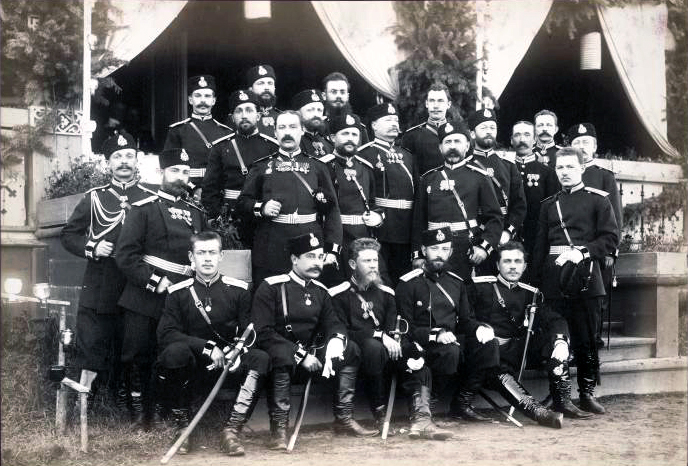
Офицеры Корпуса военных топографов

Вооружённые силы России издавна были не только средством отражения внешней агрессии — армия и флот непосредственно влияли на весь уклад общественной жизни. В истории русской армии XIX — начала XX вв. есть немало примеров использования офицеров военного ведомства по «двойному назначению», если этого требовали интересы страны. Наглядной иллюстрацией государственного подхода русского правительства к делу является столетняя история развития Корпуса военных топографов, на чиновников которого были возложены задачи государственного масштаба.
При этом в своём большинстве военные топографы были выходцами не из знатных семей, они были заняты длительным изучением сложных и абстрактных дисциплин — геометрии, алгебры, геодезической астрономии, а офицерами становились после восьми — двенадцати лет работы в поле и по сдаче экзаменов в школе топографов. Всего за годы существования КВТ в нём служило чуть более одной тысячи офицеров. Усилия многих сотен людей, входивших в интеллектуальную и научную элиту Российской империи, в том числе военных и государственных деятелей, обеспечили плодотворную работу Корпуса по топографическому (топогеодезическому) обеспечению войск и страны в целом. Именно поэтому представляется целесообразным представить список только наиболее известных персон — офицеров свиты его императорского величества по квартирмейстерской части, КВТ, Генерального штаба и других ведомств, а также учёных, военных и государственных деятелей, способствовавших успешной созидательной топографо-геодезической деятельности Корпуса военных топографов и оказавших существенное влияние на топографическое (топогеодезическое) обеспечение войск:
| Имя                                                                     | Годы жизни              | Примечания |                         |             |                                                                |
| ----------------------------------------------------------------------- | ----------------------- | --- | ----------------------- | ----------- | -------------------------------------------------------------- |
| Имя                                                                     | Годы жизни              | Примечания | Аверьянов Пётр Иванович | (1867—1937) | Генерал-лейтенант. В 1916—1917 гг. — и. о. Начальника Генштаба |
| Аврамов Иван Борисович                                                  | (1801—1840)             | |                         |             |                                                                |
| Агте Николай Христофорович                                              | (1815—1867)             | Генерал-майор. Обучался в Харьковской академии. В 1835—1837 — обучался в Императорской военной академии. В 1838 году назначен в Генеральный штаб. В 1842—1845 — на геодезических исследованиях и съёмке российско-китайской границы в Восточной Сибири. В 1846—1848 — член комиссии по проверке российско-норвежской границы. В 1849—1852 — руководитель по проверке истинного положения российско-китайской границы согласно Нерчинскому договору. О результатах экспедиции доложил лично императору Николаю I, с представлением точной и подробной карты Станового хребта и Бурейских гор. В 1853—1855 — в составе Абоского отряда принимал участие в войне в пределах Финляндии. Уволен со службы в 1859.— Сергеев С. В., Долгов Е. И.. Военные топографы Русской армии. — М.: ЗАО «СиДиПресс», 2001. — С. 465. — 591 с. |                         |             |                                                                |
| Адеркас Андрей Антонович                                                | (1770—1840)             | |                         |             |                                                                |
| Андреевский Николай Тарасович                                           | (?-1859)                | Полковник. В 1851—1857 — помощник начальника съёмки Калужской, Тульской и Лифляндской губерний. В 1857—1859 — начальник гравировального отделения военно-топографического депо. |                         |             |                                                                |
| Адрианов Владимир Николаевич                                            | (1875—1938)             | |                         |             |                                                                |
| Апухтин                                                                 | (?-1834)                | Капитан. В 1828—1832 — на съёмке в Молдове и Валахии. |                         |             |                                                                |
| Бабков Иван Фёдорович                                                   | (1859—1890)             | [ 45 ] |                         |             |                                                                |
| Балкашин Николай Васильевич                                             |                         | [ 46 ] |                         |             |                                                                |
| Бачинский Михаил Львович                                                | (1856-?)                | Генерал-лейтенант с 1915. |                         |             |                                                                |
| Беляев Михаил Алексеевич                                                | (1863—1918)             | |                         |             |                                                                |
| Берг Фёдор Фёдорович                                                    | (1794—1874)             | |                         |             |                                                                |
| Бергенгейм Август Иванович                                              | (1803—1838)             | |                         |             |                                                                |
| Бергенстроле Александр Рудольфович                                      | (?-1844)                | Подполковник. В 1825—1827 — руководитель съёмки новгородских военных поселений. В 1828 — на съёмке старорусских поселений. |                         |             |                                                                |
| Берх Карл Карлович                                                      |                         | Генерал-майор (1807). В 1798—1804 — на съёмках Старой Финляндии. В 1809 — руководитель съёмки Гельсингфоргской части Финляндии. |                         |             |                                                                |
| Бларамберг Иван Фёдорович                                               | (1800—1878)             | |                         |             |                                                                |
| Бобрищев-Пушкин, Николай Сергеевич (1-й)                                | (1800—1871)             | |                         |             |                                                                |
| Бобрищев-Пушкин Павел Сергеевич (2-й)                                   | (1802—1865)             | |                         |             |                                                                |
| Болотов Алексей Павлович                                                | (1803—1853)             | Генерал-майор (1849). Автор ряда статей, а также первого в России фундаментального труда «Курс высшей и низшей геодезии» (1845). |                         |             |                                                                |
| Фон Брадке Егор Федорович                                               | (1796—1862)             | |                         |             |                                                                |
| Бонсдорф, Аксель Робертович                                             | (1839—1919)             | Генерал от инфантерии по увольнении (1913). В 1872 вместе с штабс-капитаном П. П. Кульбергом и М. А. Савицким с помощью телеграфа определил разность долгот Пулково-Москва. В 1875 с помощью телеграфа определил разности долгот: Сергиополь-Копаль (вместе с Ф. Ф. Шварцем) и Ташкент-Омск (вместе с полковником К. В. Шарнгорстом). В 1877 определил 24 астрономических пунктов в Уральской и Тургайской областях между Оренбургом и Усть-Уртом. В 1878 выполнил астрономические определения во время Нижне-Эмбенской хронометрической экспедиции. В 1881—1882 — редактор карт военно-топографического отдела Главного штаба. В 1882—1884 — начальник топографической съёмки Бессарабской области. В 1884—1904 — начальник топографической съёмки Санкт-Петербургской губернии и Финляндии. В 1888 вывел размеры Земли по данным русско-скандинавского градусного измерения. С 1897 — член-корреспондент Петербургской Академии наук. С 1899 — член комиссии по градусному измерению на острове Шпицберген. С 1904 по 1913 — начальник триангуляции Западного пограничного пространства— Сергеев С. В., Долгов Е. И.. Военные топографы Русской армии. — М.: ЗАО «СиДиПресс», 2001. — С. 49—50. — 591 с. |                         |             |                                                                |
| Будогосский Константин Фаддеевич                                        | (1822—1875)             | |                         |             |                                                                |
| Бутовский                                                               |                         | Подполковник. В 1819—1821 — на съёмке Подольской губернии. В 1821—1828 — на съёмке Сибирской линии. В 1829 — съёмка восточной Румынии. В 1832—1833 — рекогносцировка и инструментальная съёмка западной части Омской области. |                         |             |                                                                |
| Бырдин Михаил Петрович                                                  |                         | Полковник. Уволен в 1831. В 1816—1821 — тригонометрическая съёмка Виленской губернии. В 1822—1824 — тригонометрическая съёмка Курляндской губернии. В 1828—1831 — дивизионный квартирмейстер 1-й гусарской дивизии в Закавказье и Малой Азии (в действующей армии) в составе геодезического отряда полковника Э. И. Дитмарса.— Сергеев С. В., Долгов Е. И.. Военные топографы Русской армии. — М.: ЗАО «СиДиПресс», 2001. — С. 475. — 591 с. |                         |             |                                                                |
| Ваганов Василий Васильевич                                              | (1820—1853)             | Поручик. В 1835—1843 — производил съёмки в Томской губернии, Омске, Киргизской степи. В 1843—1853 — на работах в Восточной Сибири. В 1843—1844 находился в экспедиции А. Ф. Миддендорфа на северо-востоке Сибири. Производил маршрутные съёмки в районах Туруханска, Якутска, низовьях Амура. С 1845 — прапорщик. В 1848 — на съёмках в Забайкальском крае. С 1848 по 1849 состоял адъютантом генерал-губернатора Восточной Сибири генерал-лейтенанта Н. Н. Муравьёва-Амурского. В 1849 сопровождал его по Дальнему Востоку с заходом на Камчатку, производил при этом глазомерную съёмку местности— Сергеев С. В., Долгов Е. И.. Военные топографы Русской армии. — М.: ЗАО «СиДиПресс», 2001. — С. 59. — 591 с.. |                         |             |                                                                |
| Вальховский Владимир Дмитриевич (по некоторым источникам — Вольховский) | (1798—1841)             | Генерал-майор (1831), участник русско-турецкой войны. Руководитель съёмки Закавказского края 1829—1832. Член «Союза Благоденствия». |                         |             |                                                                |
| Вейраух Александр Яковлевич                                             |                         | Генерал-майор. В 1816—1821 — на съёмке пространства, занимаемого войсками 1-й Армии. Генерал-квартирмейстер 1-й Армии (1837). |                         |             |                                                                |
| Вельтман Александр Фомич                                                | (1800—1870)             | |                         |             |                                                                |
| Веригин Александр Иванович                                              | (1807—1891)             | |                         |             |                                                                |
| Вильбрехт Александр Михайлович                                          | (1757-?)                | |                         |             |                                                                |
| Винярский Адам Антонович                                                | (?-1835)                | Генерал-майор (1828), руководитель размежевания земель Крымского полуострова, руководитель съёмки Украинской линии, волостей Слободско-Украинской и Полтавской губерний. |                         |             |                                                                |
| Вистицкий Михаил Степанович                                             | (1768—1832)             | |                         |             |                                                                |
| Вистицкий Семён Степанович                                              | (1764—1836)             | Генерал-майор (1800), руководитель съёмки Волынской губернии, автор «Генеральной карты с удобным расположением войск, 50 вёрст в дюйме», одной из основных карт Отечественной войны 1812 года. |                         |             |                                                                |
| Витковский Василий Васильевич                                           | (1856—1924)             | |                         |             |                                                                |
| Витрам Фёдор Фёдорович                                                  | (1855—1914)             | |                         |             |                                                                |
| Воейков Александр Иванович                                              | (1842—1916)             | |                         |             |                                                                |
| Волконский Пётр Михайлович                                              | (1776—1852)             | |                         |             |                                                                |
| Вронченко Михаил Павлович                                               | (1802—1855)             | |                         |             |                                                                |
| Галямин Валериан Емельянович                                            | (1794—1855)             | |                         |             |                                                                |
| Гарин Тимофей Иванович                                                  | (?-1856)                | Полковник (1846). В 1831 — на съёмке Новгородской губернии. В 1840 — начальник межевых съёмок казённых земель Киевской, Подольской и Волынской губерний. В 1845—1856 — инспектор школы топографов-начальник архива военно-топографического депо.— Сергеев С. В., Долгов Е. И.. Военные топографы Русской армии. — М.: ЗАО «СиДиПресс», 2001. — С. 483. — 591 с. |                         |             |                                                                |
| Гарпе Василий Иванович                                                  |                         | |                         |             |                                                                |
| Гартинг Мартын Николаевич                                               | (1785—1824)             | |                         |             |                                                                |
| Гедеонов Дмитрий Данилович                                              |                         | |                         |             |                                                                |
| Гедихин (по некоторым источникам — Гедикин)                             |                         | Полковник. В 1817—1819 — на съёмке Бессарабской области. В 1819—1822 — на съёмке Подольской губернии. В 1823—1826 — руководитель съёмки южной части Бессарабии. В 1827 — руководитель съёмки Хоткинского округа. В 1828 — обер-квартирмейстер 7-го корпуса.— Сергеев С. В., Долгов Е. И.. Военные топографы Русской армии. — М.: ЗАО «СиДиПресс», 2001. — С. 484. — 591 с. |                         |             |                                                                |
| Гейден Фёдор Логгинович                                                 | (1821—1900)             | |                         |             |                                                                |
| Геллер Фёдор Карлович                                                   |                         | Полковник. В 1831—1832 — начальник архива военно-топографического депо. В 1832—1839 — инспектор школы топографов. |                         |             |                                                                |
| Гернгрос Евгений Александрович                                          | (1855—1912)             | Генерал-лейтенант с 1907 года. В 1909—1911 — начальник Генерального штаба |                         |             |                                                                |
| Гельмерсен Пётр Александрович                                           |                         | Подполковник Генерального штаба. Его именем назван кекур у острова Фуругельма, юго-западная часть залива Петра Великого. |                         |             |                                                                |
| Гецель Эрнст Фёдорович                                                  |                         | Генерал-майор (1847). В 1816—1821 — помощник полковника К. И. Теннера на тригонометрической съёмке Виленской губернии (производил астрономические наблюдения. В 1822—1824 — на триангуляции в Курляндии. В том же году — помощник астронома М. Г. Паукера в Митавской обсерватории. В 1825 — руководитель съёмки военных поселений в Ярославской и Вологодской губерниях. В 1826—1828 начальник топографического отряда при Кавказском корпусе во время русско-персидской войны. В 1831—1833 — на тригонометрической съёмке Минской губернии. В 1833—1845 — начальник топографического отделения военно-топографического депо — инспектор школы топографов. В 1845—1847 — основной помощник генерал-лейтенанта К. И. Теннера на триангуляции в царстве Польском. В 1847—1854 — в распоряжении военного министра и генерал-квартирмейстера Главного штаба, находился при военно-топографическом депо.— Сергеев С. В., Долгов Е. И.. Военные топографы Русской армии. — М.: ЗАО «СиДиПресс», 2001. — С. 486. — 591 с. |                         |             |                                                                |
| Гавердовский Яков Петрович (По некоторым источникам — Говердовский)     | (?-26.08.1812)          | Полковник. Убит в Бородинском сражении. В 1803—1804 — на съёмках Киргиз-Кайсацких степей. В 1808—1809 — принимал участие в русско-шведской войне. В 1809 — подготовил статистическое описание Киргиз-Кайсацких степей.. |                         |             |                                                                |
| Голубев Александр Фёдорович                                             | (1832—1866)             | Подполковник. Фамилия выгравирована на юбилейной медали. |                         |             |                                                                |
| Гришкевич Никон Максимович                                              | (1872—1942)             | Подполковник с 5 октября 1916 года. В 1890—1892 — в Главном инженерном управлении. В 1892—1894 — кондуктор в распоряжении начальника инженеров Петербургского военного округа. В 1894—1896 — обучался в военно-топографическом училище. В 1896—1897 — прикомандирован к лейб-гвардии Измайловскому полку. В 1897—1902 — на съёмке Северо-Западного пограничного пространства, в 1900 — прикомандирован к 115-му пехотному Вяземскому полку. В 1902—1904 — на съёмке Санкт-Петербургской губернии и Финляндии. В 1904—1905 — производитель топографических работ на 1-й Манчжурской съёмке. В 1906 — прикомандирован к 3-й манчжурской съёмке. В 1905—1911 — на съёмке Северо-Западного пограничного пространства. В 1911—1917 — производитель картографических работ военно-топографического-отдела Главного управления Генерального штаба. В 1920—1921 — начальник учебного отдела 1-х советских военно-топографических курсов. в !926 — заместитель секретаря топогеодезического кружка по увековечиванию памяти В. В. Витковского.— Сергеев С. В., Долгов Е. И.. Военные топографы Русской армии. — М.: ЗАО «СиДиПресс», 2001. — С. 90—91. — 591 с. Участвовал в камеральных работах по созданию картографического произведения — карты Бородинского поля к столетнему юбилею Отечественной войны 1812 года.                     |                         |             |                                                                |
| Дейриард Павел Осипович                                                 |                         | Полковник (1813). Начальник четвёртого (архивного) отделения военно-топографического депо. |                         |             |                                                                |
| Деллен Василий Карлович                                                 | (1820—1897)             | Тайный советник. В 1862—1890 — «совещательный астроном» военно-топографического депо (с 1866 — военно-топографического отдела Главного штаба). В 1863 — разработал носящий его имя способ определения времени в вертикале Полярной звезды. С 1864 — активный член Русского Географического общества, которое в 1883 году присудило ему золотую медаль имени Ф. П. Литке за изобретение усовершенствованного прибора для определения астрономических точек. В 1895 — избран в почётные члены Русского Астрономического общества. С 1871 — член-корреспондент Петербургской академии наук.— Сергеев С. В., Долгов Е. И.. Военные топографы Русской армии. — М.: ЗАО «СиДиПресс», 2001. — С. 488. — 591 с. |                         |             |                                                                |
| Дибич-Забалканский Иван Иванович                                        | (1785—1831)             | |                         |             |                                                                |
| Дитмарс Эбергард Иванович                                               |                         | Генерал-майор (1835). Производил топосъёмки во Франции (1815). С 1817 по 1828 — участник тригонометрических съёмок Виленской, Курляндской и Гродненской губерний: 1828 — руководитель съёмок в Северной Молдовы. С 1829 по 1832 — начальник геодезического отряда, сформированного в начале русско-турецкой войны. В 1831 — руководитель съёмок в Молдове и Валахии.— Сергеев С. В., Долгов Е. И.. Военные топографы Русской армии. — М.: ЗАО «СиДиПресс», 2001. — С. 489. — 591 с. |                         |             |                                                                |
| Довре Федор Филиппович                                                  | (1766—1846)             | |                         |             |                                                                |
| Дренякин Василий Тимофеевич                                             | (1770—1851)             | Генерал-майор. В 1801 исследовал линию Кавказских гор. В 1803—1810 — руководитель, а затем производитель работ на съёмке Грузии. |                         |             |                                                                |
| Друцкой-Соколинский Михаил Васильевич                                   |                         | Полковник. В 1829 на съёмке Восточной Румынии. |                         |             |                                                                |
| Дудинский Николай Иванович                                              |                         | Генерал-майор. С 1848 по 1858 — начальник гравировального отделения военно-топографического депо. |                         |             |                                                                |
| Дьяконов Григорий Алексеевич                                            |                         | Генерал майор (1833). В 1820—1828 — на съёмке Сибирской линии от Омска до редута Алабугского. В 1827 — руководитель рекогносцировки в Киргизской степи. В 1828—1835 — обер-квартирмейстер отдельного Сибирского корпуса, занимался организацией топографических работ в Сибири и являлся руководителем съёмок.— Сергеев С. В., Долгов Е. И.. Военные топографы Русской армии. — М.: ЗАО «СиДиПресс», 2001. — С. 491—492. — 591 с. |                         |             |                                                                |
| Дюгамель Александр Осипович                                             | (1801—1880)             | |                         |             |                                                                |
| Егоров Лаврентий Дорофеевич                                             | (1804—1857)             | |                         |             |                                                                |
| Жемчужников Аполлон Аполлонович                                         | (?-1848)                | |                         |             |                                                                |
| Жилинский Яков Григорьевич                                              | (1853—1818)             | |                         |             |                                                                |
| Закржевский Ричард Михайлович                                           |                         | [ 45 ] |                         |             |                                                                |
| Залесов Николай Гаврилович                                              | (1828—1896)             | |                         |             |                                                                |
| Зальц                                                                   |                         | Полковник. Принимал участие в съёмке пространства расположения 1-й армии во Франции. В 1827—1830 — руководитель съёмки в Курляндии. |                         |             |                                                                |
| Занден Павел Карлович                                                   |                         | Полковник. Будучи в отставке получил генерал-майора. Уволен (1838). Участник тригонометрических съёмок Виленской (1817—1821), Курляндской (1822—1824) губерний. Обер-квартирмейстер Кавказской линии. Ранен 19 октября 1831 при штурме Чир-Юрта (Дагестан). |                         |             |                                                                |
| Икскюль Фон Гильдебанд                                                  |                         | Полковник (1848) Генерального штаба, военный топограф, помощник (1847—1848) генерал-лейтенанта К. И. Теннера, провёл тригонометрические съёмки Минской губернии (1830—1831), на триангуляциях Крыма (1836—1838), Волынской и Подольской губернии (1838—1848), Киевской губернии (1846—1848).— Сергеев С. В., Долгов Е. И.. Военные топографы Русской армии. — М.: ЗАО «СиДиПресс», 2001. — С. 495. — 591 с. |                         |             |                                                                |
| Ильин, Алексей Афиногенович                                             |                         | |                         |             |                                                                |
| Искрицкий, Александр Александрович                                      | (ок. 1806—1867)         | генерал-майор (1848). Начальник архива военно-топографического депо. |                         |             |                                                                |
| Калмберг Густав Карлович                                                | (?-1855)                | (1849). С 1833 — на съёмке Пятигорского округа. В 1847—1852 — управляющий частью ГШ при генерал-губернаторе Сибири. В 1848 — руководитель съёмок Иркутской области, Якутского и Камчатского приморских укреплений, по российско-китайской границе. Участник глазомерной съёмки острова Сахалин (1849).— Сергеев С. В., Долгов Е. И.. Военные топографы Русской армии. — М.: ЗАО «СиДиПресс», 2001. — С. 495—496. — 591 с. |                         |             |                                                                |
| Карелин Григорий Силыч                                                  | (1801—1872)             | |                         |             |                                                                |
| Каульбарс Николай Васильевич                                            |                         | |                         |             |                                                                |
| Клодт фон Юргенсбург Карл Фёдорович                                     | (1765—1828)             | |                         |             |                                                                |
| Кожевников, Михаил Яковлевич                                            | (1870-?)                | |                         |             |                                                                |
| Корнилов, Лавр Георгиевич                                               |                         | |                         |             |                                                                |
| Корнилович Александр Осипович                                           | (1800—1834)             | |                         |             |                                                                |
| Корнилович Степан Осипович                                              | (1800—1834)             | Генерал-майор. С 1817 — на съёмке пространства 1-й Армии. В 1818 — обер-квартирмейстер 6-го корпуса. |                         |             |                                                                |
| Кортацци Иван Егорович                                                  | (1837—1903)             | |                         |             |                                                                |
| Крутиков Степан Васильевич                                              | (1820—187..)            | Штабс-капитан, чиновник особых поручений, участвовал в камеральных работах военно-топографического отдела Главного штаба . Участник «3абайкальской» экспедиции Н. Х. Агте. В 1853—1854 — составил «Карту юго-восточной Сибири», основанную на материалах Забайкальской экспедиции |                         |             |                                                                |
| Ливен Вильгельм Карлович                                                | (1800—1880)             | |                         |             |                                                                |
| Де Ливрон Виктор Францевич                                              | (1835—1889)             | Полковник генерального штаба (1868), переименован в действительные статские советники (1874). Правитель канцелярии военно-топографического отдела Главного штаба. Подготовил «Статистическое обозрение Российской империи» (1874), издал «Очерк деятельности КВТ с 1855 по 1880 г.» в 1881 г. |                         |             |                                                                |
| Любекер Егор Егорович                                                   |                         | [ 53 ] |                         |             |                                                                |
| Макаревич Иван Иванович                                                 | (1847-?)                | Генерал-лейтенант (1906) |                         |             |                                                                |
| Малиновский Сильвестр Сигизмундович                                     |                         | |                         |             |                                                                |
| Маникин-Неустроев Григорий Герасимович                                  |                         | Подполковник (уволен в 1840). С 1828 по 1832 — на съёмке Молдовы и Валахии. |                         |             |                                                                |
| Мартинау Карл Алексеевич                                                | (?-1863)                | Генерал-лейтенант. В 1829 — на съёмке Западной Болгарии. |                         |             |                                                                |
| Матусовский Зиновий Лаврович                                            |                         | [ 54 ] |                         |             |                                                                |
| Мирошниченко Семён Тарасович                                            | (1833—1902)             | Генерал-лейтенант. В 1850—1861 — состоял в роте топографов военно-топографического депо. Был командирован на съёмки Петергофа, Александрии, окрестностей Петербурга и на астрономические наблюдения в Астраханскую и Курскую губернии. В 1861 произведён в прапорщики по сдаче экзаменов в школе топографов. В 1861—1868 — в Геодезическом отделении Николаевской академии и в Пулковской обсерватории. В 1868 зачислен в разряд геодезистов КВТ. В 1861—1883 — астроном, а с 1877 — штаб-офицер для поручений и астрономических работ Западно-Сибирского военно-топографического отдела. Определил большое число астрономических пунктов в Западной Сибири, Алтае, в Забайкалье, в Иркутской области и в Семипалатинской области…. В 1883—1899 — начальник Омского военно-топографического отдела. С 1885 по 1898 с помощью телеграфа производил определения разности долгот некоторых городов Сибири относительно Омска (вместе с подполковником Ю. А. Шмидтом). В 1893 лично выполнял астрономические работы на Сибирской железной дороге. С 1877 член Западно-Сибирского отдела Русского географического общества, с 1890 член Русского астрономического общества. Ушёл в отставку в 1899.— Сергеев С. В., Долгов Е. И.. Военные топографы Русской армии. — М.: ЗАО «СиДиПресс», 2001. — С. 211. — 591 с.                       |                         |             |                                                                |
| Менде Александр Иванович                                                | (1800—1868)             | |                         |             |                                                                |
| Милашевич Иван Афанасьевич                                              |                         | Полковник. В 1816—1831 — начальник гравировального отделения военно-топографического депо |                         |             |                                                                |
| Михайловский-Данилевский Александр Иванович                             | (1790—1848)             | |                         |             |                                                                |
| Муравьёв-Виленский Михаил Николаевич                                    |                         | |                         |             |                                                                |
| Мухин Семён Александрович                                               | (?-1828)                | |                         |             |                                                                |
| Мышлаевский Александр Захарьевич                                        |                         | |                         |             |                                                                |
| Насакин Роман Карлович                                                  | (?-1831)                | Генерал-майор (1829). В 1816—1819 — руководитель съёмки военных поселений в Новгородской губернии. |                         |             |                                                                |
| Нейдгардт Александр Иванович                                            | (1784—1875)             | |                         |             |                                                                |
| Нейдгарт Павел Иванович                                                 | (1779-ок. 1850)         | |                         |             |                                                                |
| Оберг Карл Давыдович                                                    | (?-1849)                | Полковник. В 1831 — на Русском градусном измерении под руководством В. Я. Струве. В 1836—1838 — помощник начальника триангуляции Крыма. В 1840—1848 — начальник триангуляций Калужской и Тульской губерний. В 1848—1849 начальник триангуляции Орлловской, Черниговоской, Полтавской и Курской губерний.— Сергеев С. В., Долгов Е. И.. Военные топографы Русской армии. — М.: ЗАО «СиДиПресс», 2001. — С. 507. — 591 с. Его фамилия выбита на настольной юбилейной медали. |                         |             |                                                                |
| Облеухов Никанор Никанорович                                            |                         | Полковник (1851). В 1851—1856 — начальник межевания казённых земель в Восточной Сибири. В 1857—1859 — начальник съёмки Харьковской губернии. В 1860—1862 — начальник съёмки Курской губернии.— Сергеев С. В., Долгов Е. И.. Военные топографы Русской армии. — М.: ЗАО «СиДиПресс», 2001. — 507 с. |                         |             |                                                                |
| Обручев Николай Николаевич                                              | (1830—1904)             | |                         |             |                                                                |
| Озерский                                                                |                         | Генерал-майор. В 1816 — руководитель съёмки г. Красного. В 1820—1821 — на съёмке реки Березина. В 1840—1841 обер-квартирмейстер отдельного Сибирского корпуса. |                         |             |                                                                |
| Опперман Карл Иванович                                                  | (1765—1831)             | |                         |             |                                                                |
| Ореус Иван Иванович                                                     | (1830—1909)             | |                         |             |                                                                |
| Ортенберг                                                               |                         | Капитан. В 1828—1832 на астрономических определениях в Молдове, Валахии, Бессарабии, Болгарии, Румынии. |                         |             |                                                                |
| Осипов Михаил Петрович                                                  | (1859-)                 | |                         |             |                                                                |
| Палицын Федор Федорович                                                 | (1851—1923)             | |                         |             |                                                                |
| Паренсов Дмитрий Тихонович                                              |                         | |                         |             |                                                                |
| Пастухов Андрей Васильевич                                              |                         | |                         |             |                                                                |
| Певцов Михаил Васильевич                                                | (1843—1902)             | |                         |             |                                                                |
| Пенский Платон Иванович                                                 |                         | |                         |             |                                                                |
| Петров Андрей Николаевич                                                | (1837—1900)             | |                         |             |                                                                |
| Петухов Онисифор Михайлович                                             |                         | [ 55 ] |                         |             |                                                                |
| Писаревский, Николай Григорьевич                                        | (1821—1895)             | [ 56 ] |                         |             |                                                                |
| Потапов Николай Михайлович                                              | (1871—1946)             | |                         |             |                                                                |
| Подъяпольский Виталий Иванович                                          | (1864-?)                | Генерал-майор. В 1886—1894 — на съёмке Юго-Западного пограничного пространства. В 1894—1901 — на триангуляции Западного пограничного пространства. 1903—1909 — заведующий чертёжной военно-топографического управления Главного управления Генерального штаба. В 1909—1913 — помощник начальника картографического заведения военно-топографического отдела ГУ ГШ. В 1913—1917 — редактор карт военно-топографического отдела ГУ ГШ. |                         |             |                                                                |
| Полторацкий Владимир Александрович                                      |                         | |                         |             |                                                                |
| Померанцев, Иллиодор Иванович                                           | (1847—1921)             | |                         |             |                                                                |
| Пядышев Василий Петрович                                                | (1768—1835)             | Полковник. В 1811—1835 — служил помощником начальника гравировального отделения военно-топографического депо. Составил «Географический атлас Российской империи, Царства Польского и Великого княжества Финляндского» на 83-х листах с Генеральной картой. |                         |             |                                                                |
| Ракинт Александр Викентьевич                                            |                         | |                         |             |                                                                |
| Рафаилов Пётр Алексеевич                                                | (1848-после 01.1926)    | [ 57 ] |                         |             |                                                                |
| Ребиндер Отто Оттович                                                   |                         | Полковник В 1820—1825 — на съёмке С.-Петербургской губернии. В 1825—1826 — руководитель съёмки военных поселений в Новгородской губернии. |                         |             |                                                                |
| Редигер Александр Фёдорович                                             | (1853—1918)             | |                         |             |                                                                |
| Рехневский Станислав Семёнович                                          | (1833—1835)             | [ 58 ] [ 59 ] [ 60 ] |                         |             |                                                                |
| Рихтер Карл Иванович                                                    |                         | Генерал-майор (1831). Участвовал в войне 1812 года. В 1828—1831 — начальник топографического отделения канцелярии генерал-квартирмейстера Главного штаба. В 1833—1839 руководил съёмкой Царства Польского. Его имя выбито на медали «В память 50-летия КВТ». |                         |             |                                                                |
| Розениус Александр Иванович                                             | (?-1830)                | Капитан. В 1828 — на астрономических наблюдениях в Дерпте (Литовское градусное измерение под руководством В. Я. Струве). В 1830 участвовал в геодезических работах на Русском градусном измерении под руководством В. Я. Струве. |                         |             |                                                                |
| Рокасовский Платон Иванович                                             | (1800—1869)             | |                         |             |                                                                |
| Руге, Эмильян Викторович (Карл-Эмилий) фон                              | (ок. 1794 — после 1856) | Генерал-майор (1843). В периоды 1817—1819 и 1822—1827 — на съёмке в Бессарабии. В 1847—1849 — начальник съёмки Киевской губернии. В 1850—1853 — начальник съёмки (с триангуляционным обоснованием) Херсонской губернии. В 1853—1856 — начальник съёмки Екатеринославской губернии, одновременно в 1855 — руководитель съёмки (с триангуляционным обоснованием) Херсонской губернии. Его фамилия выбита на юбилейной медали.— Сергеев С. В., Долгов Е. И.. Военные топографы Русской армии. — М.: ЗАО «СиДиПресс», 2001. — С. 518—519. — 591 с. |                         |             |                                                                |
| Руднев Михаил Прохорович                                                |                         | Генерал-майор. В 1846—1854 — обер-квартирмейстер штаба отдельного Корпуса внутренней стражи. В 1860—1865 — начальник съёмки Новгородской губернии. |                         |             |                                                                |
| Савицкий Михаил Александрович                                           | (1838—1908)             | Генерал-лейтенант. |                         |             |                                                                |
| Сахаров Виктор Викторович                                               | (1848—1905)             | |                         |             |                                                                |
| Седлер                                                                  |                         | Полковник. В 1815 — на съёмках во Франции. С 1816 по 1821 гг. В 1825—1826 — на съёмках пространства занимаемого войсками 1-й армии М. Б. Барклая-де-Толли. В 1825—1826 — на топографической инструментальной и глазомерной съёмках территории, лежащей между Днепром и Десной. |                         |             |                                                                |
| Селиверстов Иван Иванович                                               | (1868—1938)             | Генерал-майор с 1916 г. В 1903—1904 — производитель нивелирных работ военно-топографического управления Главного штаба. В 1904—1913 — производитель астрономических работ, а с 1909 — штаб-офицер для поручений и астрономических работ Приамурского военно-топографического отдела. В 1912 году издал четырёхтомных труд «Эфемериды звёзд для определения широты по соответствующим высотам (способ Певцова)», за что Русское географическое общество присудило ему серебряную медаль в 1917 году. В 1913—1918 — начальник триангуляции Западного пограничного пространства. В 1918—1923 — начальник первой триангуляции (с 1921 — первый тригонометрический отряд). В 1921 — начальник разграничительных работ РСФСР с Латвией. Член Русского географического математической географии общества, где с 1920 — председатель отделения математической географии. Уволен со службы в 1923. В 1924—1930 — начальник топографо-геодезического отдела Геологического комитета. Арестован ОГПУ в 1931 по обвинению в создании научного кружка имени В. В. Витковского, который в материалах следствия фигурировал как «контрреволюционный». Реабилитирован военным трибуналом Ленинградского военного округа в 1988 году.— Сергеев С. В., Долгов Е. И.. Военные топографы Русской армии. — М.: ЗАО «СиДиПресс», 2001. — С. 277. — 591 с. |                         |             |                                                                |
| Селявин Николай Иванович                                                | (1774-?)                | |                         |             |                                                                |
| Сергиевский Дмитрий Дмитриевич                                          | (1867—1920)             | [ 61 ] |                         |             |                                                                |
| Сильвергельм Густав Карлович                                            | (?-1864)                | [ 62 ] |                         |             |                                                                |
| Симонов Михаил Агафонович                                               | (1871-?)                | Генерал-майор. В 1899—1903 — производитель астрономических работ, с 1899 по 1900 направлен на нивелировку железных дорог европейской части России. В 1907—1913 начальник штаба 1-го отдельного Корпуса пограничной стражи. |                         |             |                                                                |
| Скалон Василий Антонович                                                |                         | Капитан. В 1822—1830 — на топографической съёмке С.-Петербургской губернии. |                         |             |                                                                |
| Скальковский Глеб Глебович                                              | (?-1864)                | Капитан. В 1861—1864 — на градусном измерении дуги параллели 52-го градуса северной широты. Имя выбито на юбилейной медали. |                         |             |                                                                |
| Скугаревский Павел Леонтьевич                                           | (1839-?)                | Полковник (1895). С 1857 по 1865 на съёмках Екатеринославской, Харьковской, Курской и Саратовской губерний. В 1865 — на рекогносцировке Виленской губернии. В 1870—1872 на рекогносцировке восточной части Царства Польского и Смоленской губернии. В 1872—1877 — на съёмках в Финляндии. В 1878 в военно-топографическом отделе полевого штаба Дунайской армии в ходе русско-турецкой войны. В 1878—1881 — на съёмках Западной Болгарии. В 1881-84 на съёмках в Финляндии. В 1884—1901 на съёмках Юго-Западного пограничного пространства.— Сергеев С. В., Долгов Е. И.. Военные топографы Русской армии. — М.: ЗАО «СиДиПресс», 2001. — С. 287—288. — 591 с. |                         |             |                                                                |
| Сохацкий Федор Павлович                                                 | (1794-?)                | Полковник. В 1812—1816 участник войн. В 1815 — на съёмке во Франции. В 1817—1822 — на съёмке старой Украинской линии и земель 3-й Украинской Уланской дивизии. В 1826 переведён подполковником в Корпус топографов. С 1835 — обер-квартирмейстер 6-го пехотного корпуса. |                         |             |                                                                |
| Стебницкий Иероним Иванович                                             | (1832—1897)             | |                         |             |                                                                |
| Стефан Густав Фёдорович                                                 | (1796—1873)             | |                         |             |                                                                |
| Стрельбицкий Иван Афанасьевич                                           | (1828—1900)             | |                         |             |                                                                |
| Струве Василий Яковлевич                                                | (1793—1864)             | |                         |             |                                                                |
| Струве Отто Васильевич                                                  | (1819—1905)             | |                         |             |                                                                |
| Сухомлинов Владимир Александрович                                       | (1848—1926)             | |                         |             |                                                                |
| Сухтелен Павел Петрович                                                 | (1788—1833)             | |                         |             |                                                                |
| Сухтелен Петр Корнилович                                                | (1755—1836)             | |                         |             |                                                                |
| Теннер Карл Иванович                                                    | (1783—1860)             | [ 63 ] |                         |             |                                                                |
| Теслев (2-й) Александр Петрович                                         | (1779—1847)             | Генерал от инфантерии. В 1798—1802 на съёмках Старой Финляндии. В 1804 определил широту и долготу Полоцка из наблюдений солнечного затмения (совместно с колонновожатым Ф. Ф. Шубертом). Затем они же определяли широты и долготы городов: Сердоболя, Повенца, Онеги, Архангельска, Вытегры, Кеми и двух монастрый: Сердоболь и Никольский. В 1805 — на определении широты и долготы городов Новгорода и Нижней Ладоги, а также крепости Нейшлот в Выборгской губернии (совместно с подпоручиком Теслевым 3-м). С 1807 — на астрономических наблюдених во время следования российского посольства графа Ю. А. Головкина, направленного в Китай. В 1838—1847 — вице-канцлер Александровского университета в Финляндии и помощник финляндского губернатора.— Сергеев С. В., Долгов Е. И.. Военные топографы Русской армии. — М.: ЗАО «СиДиПресс», 2001. — С. 530—531. — 591 с. |                         |             |                                                                |
| Теслев (1-й) Пётр Петрович                                              | (?-после 1837)          | Генерал-майор (1822). В 1798—1802 — на топосъёмке Старой Финляндии. В 1806 — на определении широты и долготы Нарвы и Ревеля. 1811—1819 — начальник отделения составления карт военно-топографического депо. В 1819—1831 — начальник Финляндского кадетского корпуса.— Сергеев С. В., Долгов Е. И.. Военные топографы Русской армии. — М.: ЗАО «СиДиПресс», 2001. — С. 531. — 591 с. |                         |             |                                                                |
| Теслев (3-й)                                                            |                         | Титулярный советник (1816). В 1805 находился на определении широты и долготы Новгорода, Новой Ладоги и крепости Нейшлот в Выборгской губернии (вместе с капитаном А. П. Теслевым). В 1807 — на астрономических определениях в Выборге (вместе с А. П. Теслевым и колонновожатым Вейраухом). С 1816 — помощник начальника архива военно-топографического депо.— Сергеев С. В., Долгов Е. И.. Военные топографы Русской армии. — М.: ЗАО «СиДиПресс», 2001. — 531-532 с. |                         |             |                                                                |
| Тигранов Леон Фаддеевич                                                 | (1871-?)                | Генерал-майор с 1915 года. В 1897—1901 — в Геодезическом отделении Николаевской академии Генерального штаба и в Пулковской обсерватории. |                         |             |                                                                |
| Тиле Ричард Юльевич                                                     |                         | |                         |             |                                                                |
| Тилло Алексей Андреевич                                                 | (1839—1899)             | |                         |             |                                                                |
| Тимофеев А. К.                                                          |                         | Подполковник. В 1813—1817 — на топосъёмке Вазской губернии. В 1830 руководитель военной съёмки Оренбургской линии. |                         |             |                                                                |
| Толь Карл Фёдорович                                                     | (1777—1842)             | |                         |             |                                                                |
| Томилов Матвей Михайлович                                               | (1835—1887)             | Генерал-майор (1883). В 1845—1858 — состоял в Корпусе флотских штурманов (прапорщик корпуса флотских штурманов с 1854. В 1862 — переведён в Генштаб. С 1863 — на триангуляции Калужской и Тульской губернии. |                         |             |                                                                |
| Тучков Павел Алексеевич                                                 | (1803—1864)             | |                         |             |                                                                |
| Фитингоф Андрей Карлович                                                | (?-1853)                | Генерал-лейтенант с 6 декабря 1848. В 1815 — на топосъёмке во Франции. С 1819 по 1828 — заведующий топографическими работами в Виленской губернии. 1831—1840 — начальник съёмок (с триангуляционным обоснованием) Минской, с 1841 по 1847 — Подольской (с триангуляционным обоснованием), в период 1848—1850 — Могилёвской губерний (с триангуляционным обоснованием. В 1852—1853 — начальник съёмок (с триангуляционным обоснованием) части Московской губернии. Его фамилия выбита на медали «В память 50-летия КВТ» за особые заслуги перед Корпусом военных топографов.— Сергеев С. В., Долгов Е. И.. Военные топографы Русской армии. — М.: ЗАО «СиДиПресс», 2001. — С. 538. — 591 с. |                         |             |                                                                |
| Фицтум Иван Иванович                                                    | (ок. 1750—1829)         | |                         |             |                                                                |
| Фридерицй Ермолай Карлович                                              |                         | |                         |             |                                                                |
| Хатов Александр Ильич                                                   | (1780—1846)             | |                         |             |                                                                |
| Фон Дер Ховен Христофор Христофорович                                   | (1795-после 1886)       | |                         |             |                                                                |
| Ходзько Иосиф Иванович                                                  | (1800—1881)             | |                         |             |                                                                |
| Хоментовский Фёдор                                                      |                         | Генерал-майор (1809). В 1797 — на Литовской съёмке. В 1800 — руководитель съёмки С.Петербургской губернии. В период 1801—1805 руководитель съёмки Подольской и Волынской губерний и Очаковской степи. В 1806—1812 участвовал в русско-турецкой войне. |                         |             |                                                                |
| Хоментовский Михаил                                                     |                         | |                         |             |                                                                |
| Христиани Николай Васильевич                                            | (1834-?)                | |                         |             |                                                                |
| Цингер Николай Яковлевич                                                | (1842—1918)             | |                         |             |                                                                |
| Черкасов Павел Петрович                                                 | (?-1837)                | Генерал-майор (1819). Участник войны 1812 года. В 1815—1825 — руководитель съёмки Абоской части Финляндии. В 1834—1836 — руководитель съёмки Заволжского края (Внутренней Букеевской Орды). В 1836—1837 — руководитель съёмки Саратовской и Астраханской губерний. Его фамилия выбита на настольной юбилейной медали. |                         |             |                                                                |
| Шелашников Александр Николаевич                                         |                         | Полковник. В 1847—1850 — помощник начальника архива военно-топографического депо. В 1850—1854 — член комиссии для размежевания земель Войска Донского. В 1860—1862 — переведён в межевые инженеры и назначен состоять старшим членом Черниговской межевой палаты. |                         |             |                                                                |
| Шарнгорст Константин Васильевич                                         | (1846—1908)             | Генерал-лейтенант (1896). Член-учредитель Русского астрономического общества, член Русского географического общества. Принимал участие в работе комиссии по изучению распределения силы тяжести в России. |                         |             |                                                                |
| Шрамм Андрей Андреевич                                                  | (1792—1867)             | |                         |             |                                                                |
| Штегман Эрнст Осипович                                                  |                         | Генерал-майор (1827). В период 1798—1804 — на топосъёмке Старой Финляндии. В 1813—1815 участник Заграничных походов русской армии. 1816—1819 — руководитель съёмки военных поселений в Новгородской губернии. В 1826—1832 — инспектор училища топографов, помощник директора Корпуса топографов.— Сергеев С. В., Долгов Е. И.. Военные топографы Русской армии. — М.: ЗАО «СиДиПресс», 2001. — С. 543—544. — 591 с. |                         |             |                                                                |
| Штейнгель Фаддей Фёдорович                                              | (1762—1831)             | |                         |             |                                                                |
| Штюрмер Людвиг Людвигович                                               | (1809—1886)             | Генерал от инфантерии по увольнении с 1883 года. В 1856—1863 — инспектор школы топографов. |                         |             |                                                                |
| Шуберт Федор Федорович                                                  | (1789—1865)             | |                         |             |                                                                |
| Щетинин Орест Васильевич                                                | (1836—1898)             | |                         |             |                                                                |
| Щеткин Николай Осипович                                                 | (1860—1927)             | Генерал-лейтенант с 1894. В 1862—1867 — при военно-топографическом депо (с 1863 — военно-топографическая часть Главного управления Генерального штаба. |                         |             |                                                                |
| Эссен Отто Оттович                                                      |                         | |                         |             |                                                                |
| Яковлев Иван Андреевич                                                  |                         | Генерал-лейтенант (1853). В период 1832—1837 — начальник съёмки Гродненской губернии. В 1841—1847 — начальник съёмки (с триангуляционным обоснованием) Волынской губернии. |                         |             |                                                                |
| Янушкевич Николай Николаевич                                            | (1868—1918)             | |                         |             |                                                                |
| Ясенский Бонифаций-Венедикт Алоизиевич                                  | (1851-?)                | Генерал от инфантерии по увольнении с 1913. В 1875—1877 — в Николаевской Академии Генерального штаба. В 1880—1881 — штаб-офицер для поручений штаба Восточно-Сибирского военно-топографического отдела. В 1880 году создал инструментально исправленный и дополненный план города Иркутска. Участвовал в инструментальной съёмке Нерчинского округа. |                         |             |                                                                |
| Ярнефельт Александр Густавович                                          |                         | |                         |             |                                                                |

## Настольная юбилейная медаль
На настольной юбилейной медали «В память пятидесятилетия Корпуса военных топографов. 1822—1872 гг.» выгравированы, в последовательности достигнутых заслуг следующие персоналии
:
- Гр. Опперман [1]
- Гр. Сухтелен-1 [2]
- Кн. Волконский[3]
- Гр. Дибич-Забалканский [4]
- Кн. Чернышев[5]
- Кн. Долгоруков [6]
- Сухозанет-2 [7]
- Милютин [8]
- Гр. Толь [9]
- Гр. Сухтелен-2 [10]
- Нейгардт [11]
- Гр. Берг [12]
- Бар. Ливен [13]
- Веригин [14]
- Гр. Гейден [15]
- Шуберт [16]
- Тучков [17]
- Бларамберг [18]
- Форш [19]
- В.Струве [20]
- Теннер [21]
- Стефан [22]
- Лемм[23]
- Вронченко [24]
- Хозько [25]
- Галямин [26]
- Черкасов [27]
- Фитингоф [28]
- Оберг-1 [29]
- Рихтер-2 [30]
- Дьяконов [31]
- Бахтистов [32]
- Менде [33]
- Безкорнилович [34]
- Руге [35]
- Шредерс [36]
- Стиернсканц [37]
- Бар. Сильвергельм [38]
- Тютиков [39]
- Штраус [40]
- Чириков [41]
- Войнов [42]
- Васильев [43]
- Маслов [44]
- Проскуряков [45]
- Воробьёв [46]
- Кобельков [47]
- Дитмарс [48]
- Ротштейн [49]
- Герасимов [50]
- Семёнов [51]
- Савельев [52]
- О.Струве [53]
- Савич [54]
- Делен [55]
- Максимов [56]
- Шварев [57]
- Обломиевский [58]
- Стебницкий [59]
- Голубев [60]
- Смыслов [61]
- Ернефельд [62]
- Скальковский [63]
- Жилинский [64]
- Штубендорф [65]
- Кортацци [66]
- Жданов [67]
- Тилло [68]
- Стрельбицкий [69]
- Коверский [70]
- Емельянов [71]
- Рейссиг [72]
- Колпаков [73]
- Фролов [74]
- Соколов [75]
- Ноак [76]
- Прияткин [77]
- Налойченко [78]
- Егоров [79]
- Шинкевич [80]
- Низовский [81].

## Руководители Корпуса военных топографов
Уровень образованности этих руководителей позволял им во время отсутствия штатного начальника Генерального (Главного) штаба временно исполнять обязанности руководства всем ГШ.
| Ф. Ф. Шуберт (нем. Friedrich Theodor Schubert)                                                                                                   | (1822—1823) | начальник военно-топографического депо                                                                                      |  |  |
| И. И. Дибич-Забалканский (нем. Hans Karl Friedrich Anton von Diebitsch), фактически, временно исполняющим обязанности в эти годы был А. И. Хатов | 1823—1825   | генерал-квартирмейстер ГШ                                                                                                   |  |  |
| А. А. Адеркас (нем. Heinrich Otto von Aderkas)                                                                                                   | 1825—1826   | генерал-квартирмейстер ГШ                                                                                                   |  |  |
| П. П. Сухтелен (нидерл. Jan Pieter van Suchtelen)                                                                                                | 1826—1830   | генерал-квартирмейстер ГШ                                                                                                   |  |  |
| A. И. Нейдгардт | 1830—1834   | генерал-квартирмейстер ГШ                                                                                                   |  |  |
| * Ф. Ф. Шуберт | 1834—1843   | — генерал-квартирмейстер Главного штаба, директор военно-топографического депо, директор гидрографического депо (1827—1837) |  |  |
| Ф. Ф. Берг (нем. Friedrich Wilhelm Rembert von Berg)                                                                                             | 1843—1855   | генерал-квартирмейстер ГШ                                                                                                   |  |  |
| В. К. Ливен (Lieven) | 1855—1861   | генерал-квартирмейстер ГШ                                                                                                   |  |  |
| А. И. Веригин | 1861-1866   | генерал-квартирмейстер ГШ                                                                                                   |  |  |
| Э. И. Форш | 1867—1885   | начальник военно-топографического депо (начальник ВТО ГУ ГШ)                                                                |  |  |
| И. И. Стебницкий | 1885—1896   | начальник ВТО ГУ ГШ |  |  |
| * О. Э. Штубендорф (Stubendorff) | 1897—1903   | начальник ВТО ГУ ГШ |  |  |
| * Н. Д. Артамонов | 1903-1911   | начальник ВТО ГУ ГШ |  |  |
| И. И. Померанцев | 1911-1918   | начальник ВТО ГУ ГШ |  |  |

## Итоги работы Корпуса
Корпус военных топографов русской императорской армии просуществовал 95 лет. Специалистами корпуса осуществлялась подготовка кадров; выполнялись астрономо-геодезические, топографические и картографические работы; изготовлялись топогеодезические инструменты и приборы; проводились научные исследования: вычисление координат астрономических и геодезических пунктов, составление каталогов и другое. Корпус выполнил большой объём астрономогеодезических работ. Инструментальной топографической съёмки выполнено на площади 7 425 319 квадратных километров, полуинструментальной и глазомерной — на площади 506 247 квадратных километра; определено 3 900 астрономических пункта, из них 1800 — в Европейской России и на Кавказе, 1150 — в Сибири и 960 — в Туркестане. Определено геодезических пунктов 1 класса точности − 3 650; 2-го и 3-го классов — 63 736.
Картографическая деятельность Корпуса военных топографов и его картографические заведения пользовались широкой известностью в научных кругах и за их пределами. На всемирных выставках (Вена, 1873 г. и Париж, 1889 г.) Военно-топографическому отделу Главного штаба за выполнение топографических съёмок на обширных территориях и достоинства русских карт присудили премии, а в Вене — и почётный диплом выставки.
Корпус военных топографов выполнял свои работы на научной основе, поэтому их отличает высокая точность. Многие из них, например градусные измерения, не потеряли значения и в наши дни. Все инструментальные топографические съёмки на больших площадях в различных районах России производились на твёрдой геодезической основе, обеспечившей создание точных топографических карт. Корпус создал ряд карт, благодаря которым вывел русскую картографию в XIX веке на передовые позиции мировой картографии.

## Преобразование
15 ноября (28 по новому стилю) 1917 года был издан приказ о демобилизации старой армии. Военно-топографическая служба продолжила свою деятельность в новых условиях — в составе Красной Армии.

В феврале 1918 г. ввиду захвата немецкими войсками г. Двинска и прямой угрозы г. Петрограду, было принято решение об эвакуации военно-топографического отдела ГУ ГШ в г. Москву. 10 марта 1918 г. в г. Москву прибыли в качестве квартирмейстеров военный топограф Н. С. Степанов с двумя сотрудниками Картографического заведения… 14 и 29 марта 1918 г. двумя эшелонами административный аппарат ВТО ГУ ГШ (без членов семей) выехали из Петрограда в Москву… В соответствии с приказом Народного Комиссара по военным и морским делам № 339 от 8 мая 1918 г. был учреждён Всероссийский Главный Штаб (Всеросглавштаб), в состав которого вошло военно-топографическое управление. Из приказа ВТУ № 1 от 1 июня 1918 г.: «… Народным Комиссариатом по военным делам 2 мая 1918 г. утверждён новый штат КВТ. Согласно этому штату военно-топографический отдел выделен из состава ГУ ГШ и преобразован в военно-топографическое управление Всеросглавштаба»— Сергеев С. В., Долгов Е. И. История частей топографической службы. — М.: ЗАО «Аксиом», 2012. — С. 27. — 641 с.
.

Корпус военных топографов, с первых дней существования Красной Армии, имел свои корни в далеком прошлом. От этого прошлого он получил технические навыки, опыт и организацию, сохранил свой богатый, накопленный многими десятилетиями инвентарь и техническое имущество, мастерские, инструменты, архивы, специальную библиотеку. Все это дало возможность Корпусу военных топографов сразу, без тяжёлого и длительного процесса организации, не только приступить к работам на оборону Республики, но и вести их усиленными темпами…— Захарин И. В. «К вопросу о роли военных топографов РККА в 1918—1923» // Вестник Российской академии естественных наук : журнал. — М., 2007. — № 4. — С. 84. — ISBN 0869-5873. Архивировано 4 марта 2016 года.

### Судьба офицеров КВТ после Октябрьской революции 1917 года
- Перешло на сторону РККА — требует уточнения.
- В 1921 году в Белграде находилось 88 эмигрантов-офицеров, проходивших службу в Корпусе военных топографов (некоторые из них были прикомандированы к КВТ из других воинских частей ещё до Октябрьской революции[72]. Общее количество требует уточнения.
- Погибло на фронтах гражданской войны — требует уточнения[73].
- «Дело топографов» в 1923 году —

весной 1923 года были отданы под суд начальник корпуса военных топографов бывший полковник О. Г. Дитц, его помощник Иванищев, начальник аэрофотографического отряда Животовский и комиссар Цветков. Второй помощник Дитца бывший полковник А. Н. Максимович отделался лёгким испугом — всего лишь был выгнан из РККА. (ГАСБУ, фп, д. 67093, т. 248(187), дело Тарановского А. Д., с. 21.) По этому же делу был арестован и старый начальник корпуса военных топографов, преподаватель Военной академии, бывший генерал-майор А. И. Аузан <…> Фактически, после всех этих потрясений в Военно-топографическом корпусе осталось лишь четверо профессионально подготовленных военных, в своё время окончивших геодезическое отделение Военной академии: новый начальник корпуса бывший полковник А. Д. Тарановский, начальник геодезического отдела подполковник П. П. Аксенов, руководители отдела научных работ генералы Н. О. Щеткин и Я. И. Алексеев.— Первые репрессии бывших офицеров и начало дела «Весна»
 Последние были репрессированы (трое расстреляны, один — осуждён на три года) в 1930 году.

В октябре 1929 г. в конфликтную комиссию Политического управления РККА поступила жалоба от бывшего военного комиссара Военно-аэротопографического отдела Л. Ф. Гайдукевича на начальника военно-топографического отдела ГУ РККА А. И. Артанова: «…Прошу рассмотреть дело члена ВКП(б) Артанова А. И. о его некоммунистическом поступке…».— Сергеев С. В., Долгов Е. И. История частей топографической службы. — М.: ЗАО «Аксиом», 2012. — С. 31. — 641 с.
 В результате, после проведения комплексной проверки 10 января 1930 года А. И. Артанов был снят с должности, а итоги той проверки отозвались на всей военно-топографической службе:

В 1930 в военно-топографическом управлении Генштаба были заведены дела «о вредительстве». В этот период в военно-топографической службе произошло большое количество увольнений со службы с последующим арестом (в подавляющем случае — бывшие офицеры КВТ Русской Армии). 17 марта 1930 арестован и 30 сентября 1930 расстрелян помощник начальника управления П. П. Аксёнов.— Сергеев С. В., Долгов Е. И. История частей топографической службы. — М.: ЗАО «Аксиом», 2012. — С. 32. — 641 с.
- В 1931 году ОГПУ признало контрреволюционным научный кружок имени В. В. Витковского, куда входили бывшие офицеры КВТ.
- Общее количество репрессированных бывших офицеров КВТ по всей стране требует уточнения. Например, к 7 февраля 1931 года, по так называемому делу «Ленинградской контрреволюционной организации» было репрессированно 16 офицеров-топографов, ранее проходивших воинскую службу в КВТ российской императорской армии[73].